# 中華民國與西藏關係史
中華民國對西藏的主權一直是雙方關係中的重要問題。中華民國政府主張對西藏擁有主權，西藏政府則始終不承認中華民國對西藏擁有主權，學術界普遍認為在中華民國的大陸統治時期，西藏並不受北洋政府和國民政府（以下简称国府）管轄或支配，甚至達成事實上的獨立:26:2，國府駐藏辦事處處長沈宗濂及其同事也認為自1911年以後，西藏實際上完全獨立:86n104。國際法律家委員會的報告認定西藏是事實上的獨立國家。有學者認為中华民国大陆时期是中国秩序解体的时期，全国处于事实上的分裂状态，政府對西藏等邊疆僅有「想像的主權」:52。
宣統退位後，中國駐藏官員以及軍隊全遭驅逐出境，流亡英屬印度的第十三世達賴喇嘛返回拉薩，拒絕總統袁世凱的任何封號，重新執掌西藏政教大權。1913年1月11日，西藏和蒙古簽訂《蒙藏條約》，互相承認獨立主權地位。2月14日，十三世達賴喇嘛發布《聖地佛諭》，宣布解除西藏與清朝皇帝之間的供施關係，在英國的協助下推行現代化，建立英式訓練與裝備的藏軍，送貴族子弟到英國留學，發行紙鈔與郵票，設立郵政，將印度到江孜的電報線延長到拉薩，成為拉薩與中國之間最快的通訊方式。
1913年舉行的西姆拉會議，西藏希望劃定西藏與中印的邊界，並要求中國承認西藏獨立。然而北洋政府堅持對西藏擁有主權，拒絕在《西姆拉條約》上簽字。英藏簽訂了條約，以麥克馬洪線劃分藏印邊境，成為今日中印領土爭議的根源之一。西藏改以武力試圖收復康區（西康省）和安多地區（青海省），造成康藏邊界糾紛，結果雙方以金沙江劃境。
1929年，國府成立蒙藏委員會，劉曼卿以國府代表的身份赴藏，是國府首位進入衛藏的官員。

## 時代背景

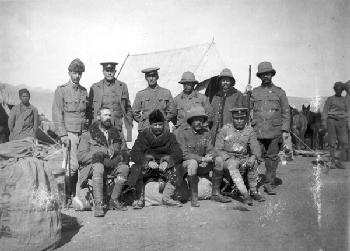
1904年英軍統帥榮赫鵬與英軍士兵在拉薩的集體照

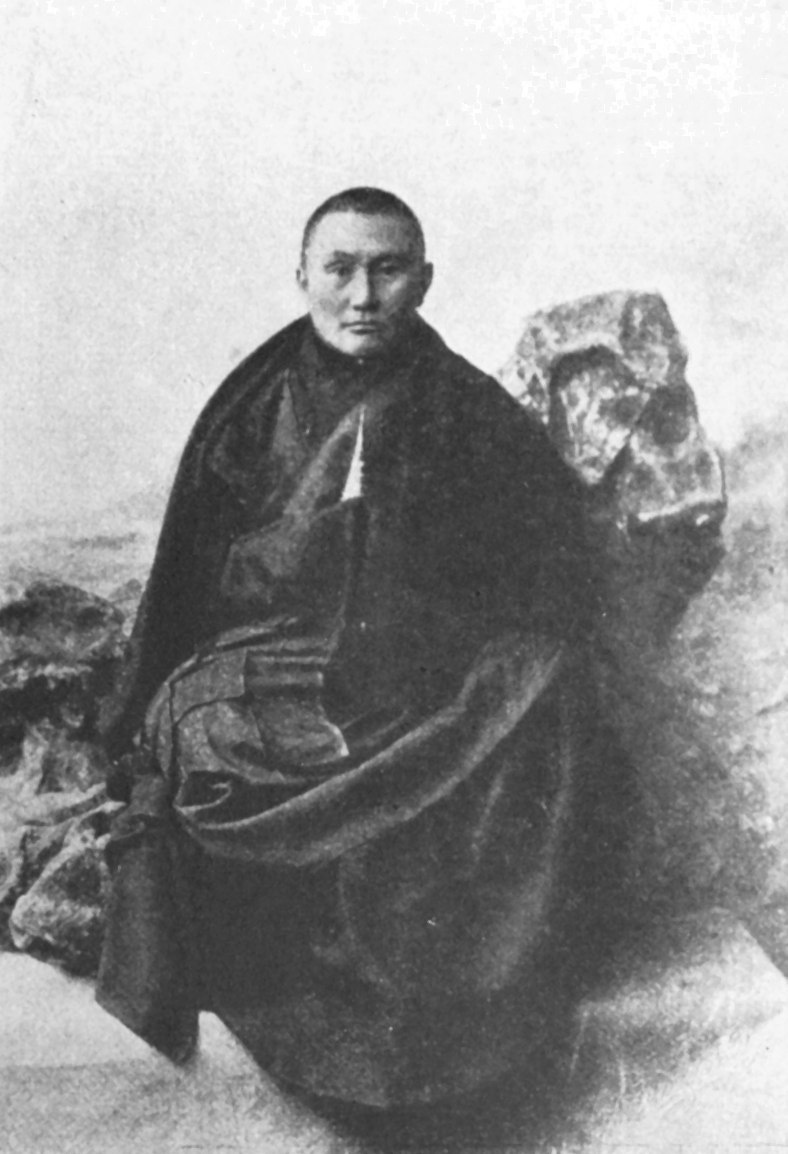
蒙裔俄國人阿旺·德爾智，第十三世達賴的政治顧問

始自1840年的鴉片戰爭後，清朝國力日漸衰弱，對西藏的防務也不斷鬆弛。而自17世紀初，英國在印度成立東印度公司，到1870年代，英國不僅完全佔領印度，而且其周邊的喜馬拉雅山國和地區，如喀什米爾、拉達克、不丹、尼泊爾、錫金等也相繼成為大英帝國的附庸。此種形勢下的西藏便處於英國勢力的包圍之中。木龍年戰爭後於1904年簽訂了《拉薩條約》，允許英屬印度在江孜、亞東、噶大克設立商務代表，英國從此與西藏建立了直接聯繫。
清政府任命趙爾豐為駐藏大臣兼川滇邊務大臣，但其未能赴任。1910年2月，鐘穎統帥二千餘名川軍抵藏。出走後回到拉薩的第十三世達賴喇嘛約見幫辦大臣溫宗堯，希望其令川軍停止越軌行為。溫宗堯同意約束川軍不再騷擾百姓，不侵害達賴喇嘛固有地位。達賴喇嘛遂將在各地阻擊川軍的藏軍調回拉薩，並奏謝朝廷封賞，恢復對駐藏大臣的一切供應。但駐藏大臣聯豫對達成的意見多加指責，並拒絕在給達賴喇嘛的復信上簽字蓋章。是時，聯豫的衛隊向拉薩群眾開槍，達賴喇嘛感到形勢嚴峻，於2月12日夜在布達拉宮召開緊急會議，午夜後再次出走。2月21日，達賴喇嘛聯絡英國駐亞東商務委員大衛·麥克唐納出走印度。聯豫奏報朝廷，再次褫奪了達賴喇嘛的名號和部分官員的官階品第。

## 中華民國大陸時期與西藏關係

### 藏區行政區劃

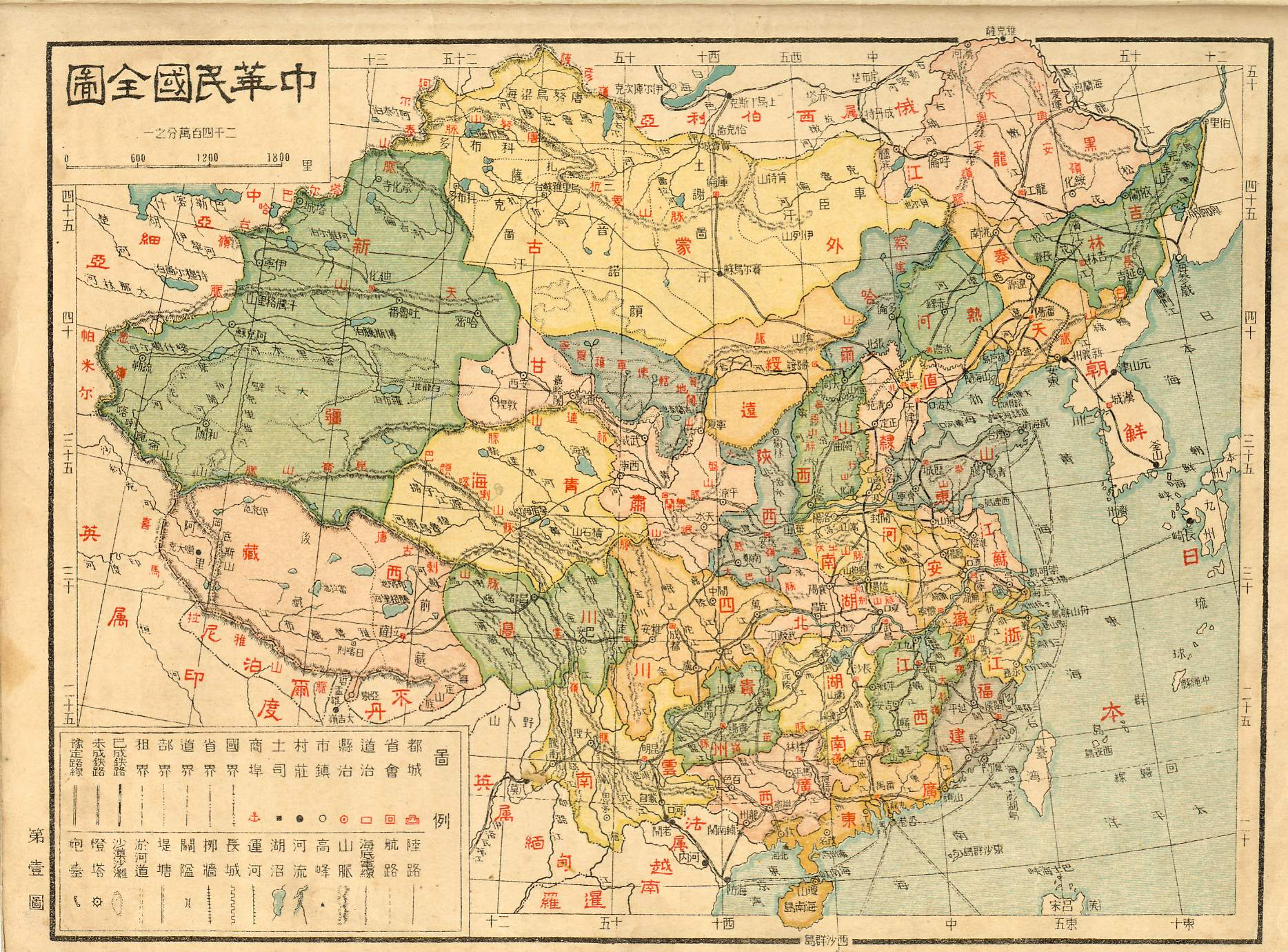
北洋政府行政區劃圖

八思巴之後（13世紀），藏區分成衛藏、安多與康區三個地區。:111906年，清政府任命趙爾豐為川滇邊務大臣，在康區推動改土歸流，目的是直接統治康區。1911年，川滇邊務大臣傅嵩炑奏請西康建省，但因清政府被推翻而沒有實現。中華民國最初沿襲清制，將藏區劃分成西藏地方、西寧辦事大臣與川邊特別區。西藏地方之下沒有設置下級行政區。
青海於1912年改西寧辦事大臣為青海辦事長官。1913年，設青海蒙番宣慰使。1915年，改西寧鎮總兵官為甘邊寧海鎮守使。1921年，青海寧海軍入據甘南拉卜楞寺地區。1926年，改甘邊寧海鎮守使為護軍使。1927年，寧海軍撤離甘南，設拉卜楞設治局。1928年青海建省，青海省設19縣1設治局29蒙旗。
1925年，北洋政府將川邊特別區改成西康特别行政区，1928年西康準備建省，但并未實行。1935年7月，国府成立西康建省委员会。1939年元旦，正式成立西康省政府。西康省名义上辖48县4个设治局，实际上只控制金沙江以东35县2个设治局，金沙江以西为甘丹頗章政權控制。
西藏的甘丹頗章政權採用兩級的行政制度，基巧之下管轄十幾個宗和谿卡。

### 十三世達賴喇嘛時期（1912-1933年）

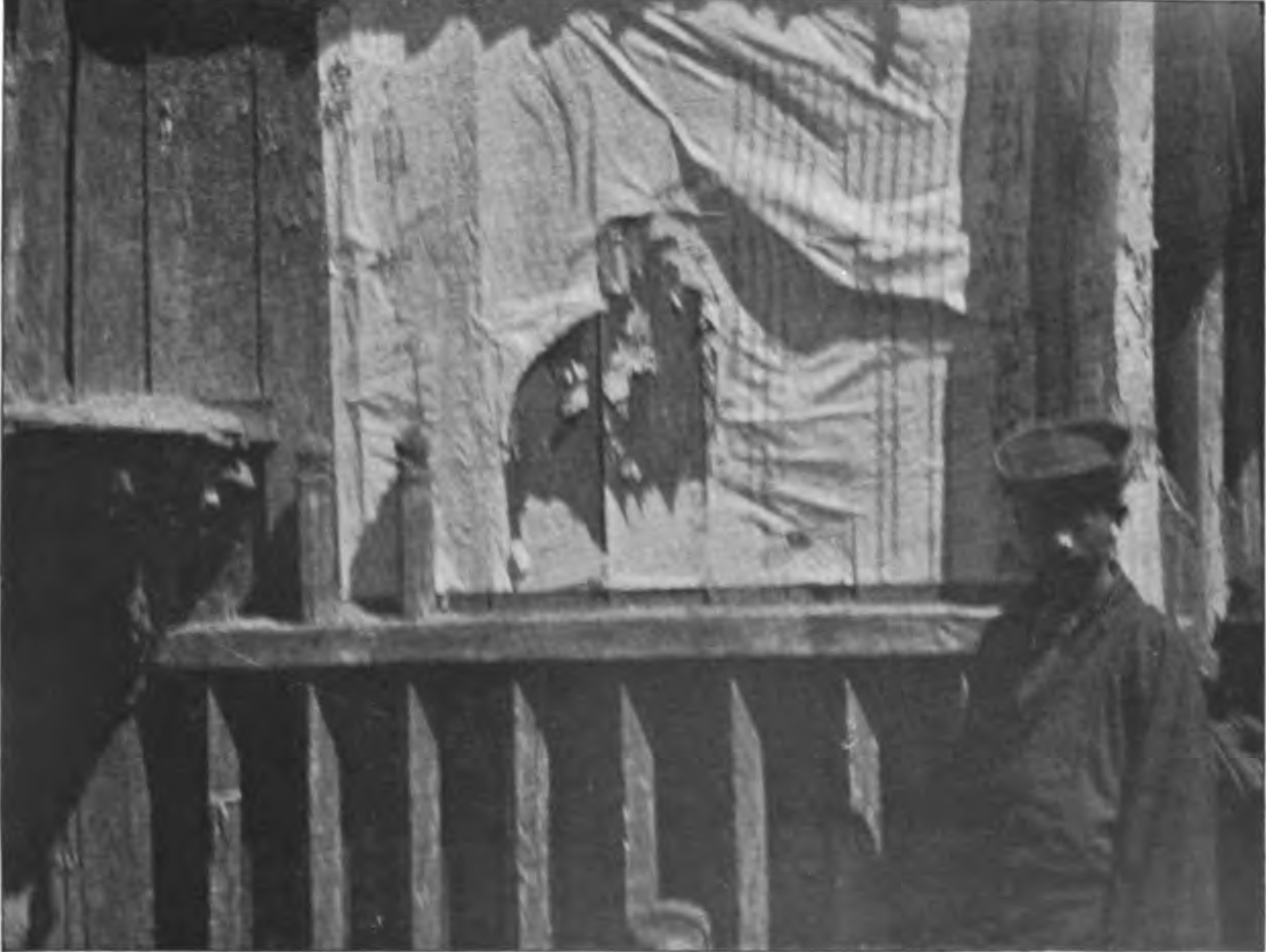
光緒帝剝奪達賴喇嘛封號的公告迅速被藏民扯破

#### 第一次驅漢事件
1912年藏軍將駐藏清軍全部解除武裝，連同清朝官員一起一律驅逐到內地，是為第一次驅漢事件。康境藏人於1912年接受達賴喇嘛《告民眾書》的號召，攻擊川軍，直抵理塘，巴塘，昌都被圍，川督尹昌衡請命出征，於1912年7月西征，9月解圍昌都、巴塘，奪回理塘。在英國的外交壓力下，西征中輟，三方並於次年召開西姆拉會議。
1912年10月28日，袁世凱下令恢復達賴喇嘛封號，達賴喇嘛回說，他不向中國政府要求任何封號官位，他將在西藏進行政教的統治:749。在藏人看來，達賴喇嘛從未被廢黜，任何世俗政權，包括中國政府，都無權廢立達賴。1913年1月23日:59，流亡印度的十三世達賴喇嘛·土登嘉措返回拉薩，成為西藏的最高統治者。十世德木呼圖克圖·丹增嘉措等親漢勢力全部被肅清。西藏封鎖了其與內地的邊境，只允許商人進出，禁止官員和軍隊進入。十三世達賴喇嘛回覆袁世凱：「中華民國剛剛建立，國家之根基尚未穩固，總統需致力於維護秩序與安定。至於我們西藏，我們藏人完全有能力保護自己的生活方式，總統在任可時候都不必為遙遠之西藏分心憂慮。西藏人所以不喜歡中央政府，是由於中國軍人殘暴對等他們，使他們怒火中燒。例如，不管中國軍隊何何摧毀或焚燒西藏的寺院和廟宇，當時的中國領導人都沒有做出任何對策，如此則西藏人又怎麼會不反對中國呢。」
1913年1月11日，西藏和蒙古簽訂《蒙藏條約》，互相承認獨立主權地位。2月14日，十三世達賴喇嘛發佈《聖地佛諭》（又稱水牛年文告），宣佈解除西藏與清朝皇帝之間的供施關係（mchod-yon），進行體制改革、施行新政。達賴喇嘛宣稱甘丹頗章政權對整個大藏區都擁有主權，當時安多地區由馬家軍實際控制，而康區的部份地區處在川軍的管制之下。

#### 《蒙藏條約》

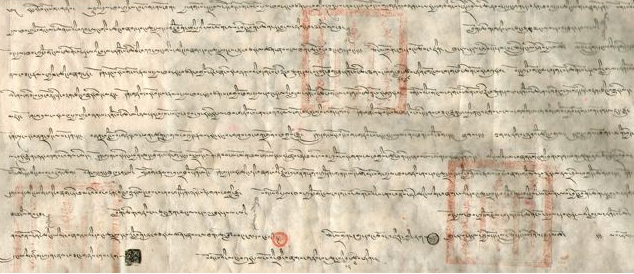
蒙藏條約的原件

《蒙藏條約》是外蒙古和聲稱代表西藏的阿旺德爾智在中國辛亥革命後，雙方於1913年1月11日在蒙古庫倫簽訂的條約，互相承認獨立主權地位。但西藏方面条约签署人的身份受到質疑，从而质疑这条约的有效性，因為藏方的簽約人阿旺德爾智同时具有俄羅斯帝國的布里亚特公民身份，一位受西藏政府信任的貴族認為達賴喇嘛並未授予其代表西藏與蒙古訂約的權力。
在清朝灭亡之后，西藏和蒙古都正式以喇嘛的名义宣布独立，但均未得到当时中华民国的官方承认。在条约中，蒙古和西藏表示将互相认可并拥护。代表蒙古签署条约的是代理外务大臣拉布敦（Nikta Biliktu Da Lama 达布利特达喇嘛）以及大臣助理达木丁苏隆（Manlai Baatyr 芒来巴特尔贝子）。西藏方面的代表则是第十三世達賴的助理教師和政治顧問蒙古裔布里亚特人阿旺德尔智、阿旺秋增和秘书格登坚参（Gendun-Galsan）。许多人对这一条约的有效性持怀疑态度。十三世达赖喇嘛尽管謹請其努力為佛教謀利益，但未曾授权阿旺德尔智与蒙古进行磋商谈判。更重要的是，无论当时的西藏政府或者是藏传佛教的神职人员都似乎从未对这一条约表示认可。 而俄国政府则表示，身为布里亚特人，阿旺德尔智是俄国的臣民，因此他无法以达赖喇嘛代表的身份参与外交事务。

#### 《西姆拉條約》

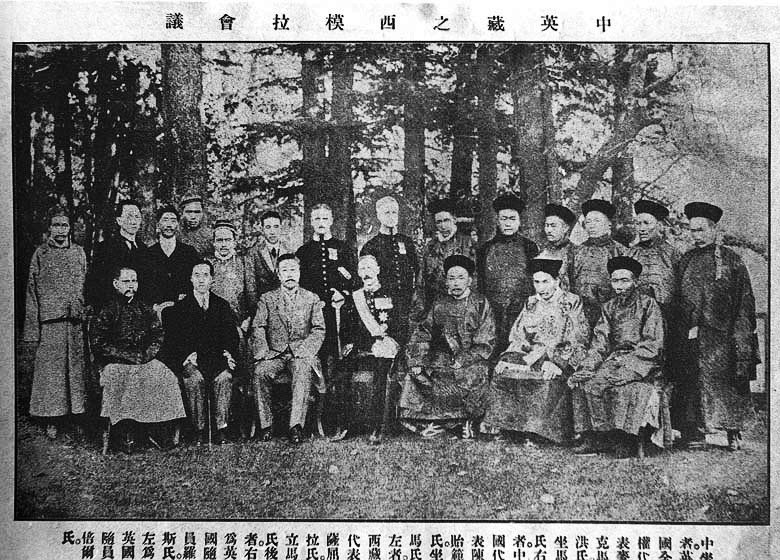
西姆拉會議諸成員合照

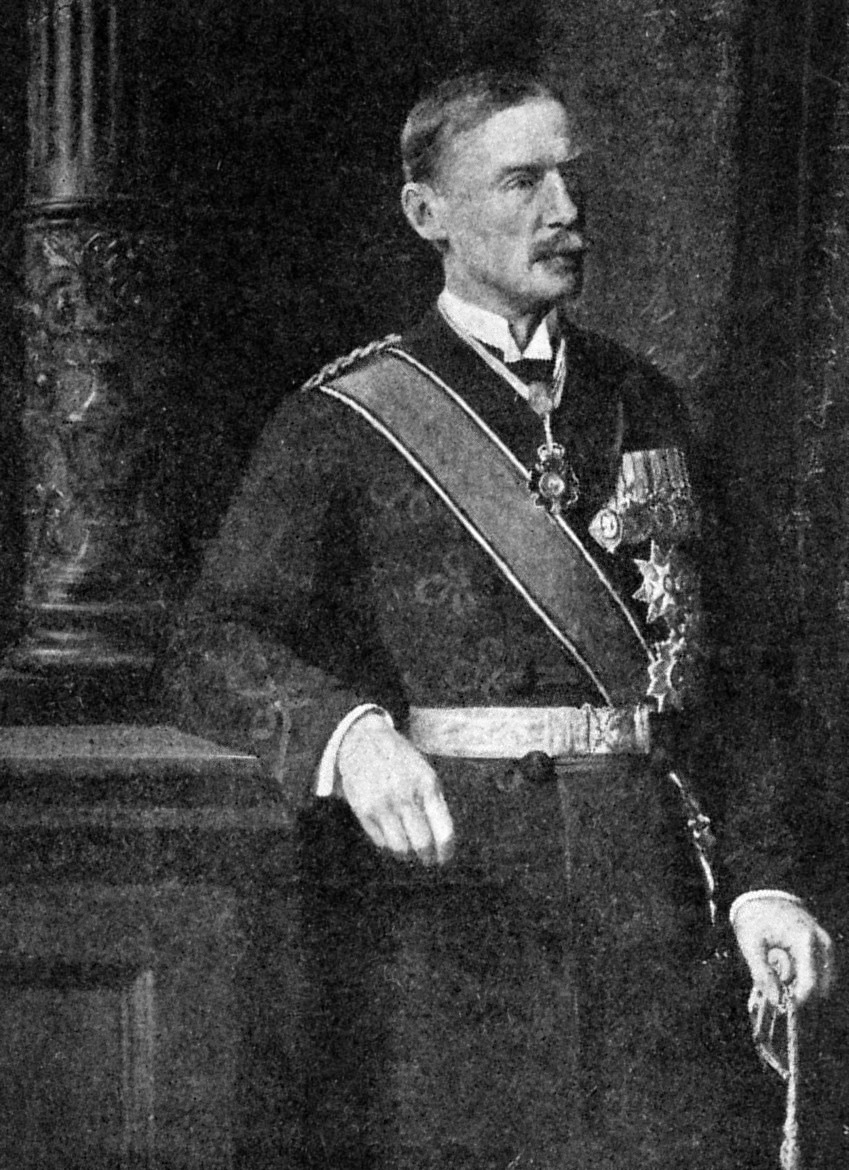
亨利·麥克馬洪（Henry McMahon）

麥克馬洪線示意圖

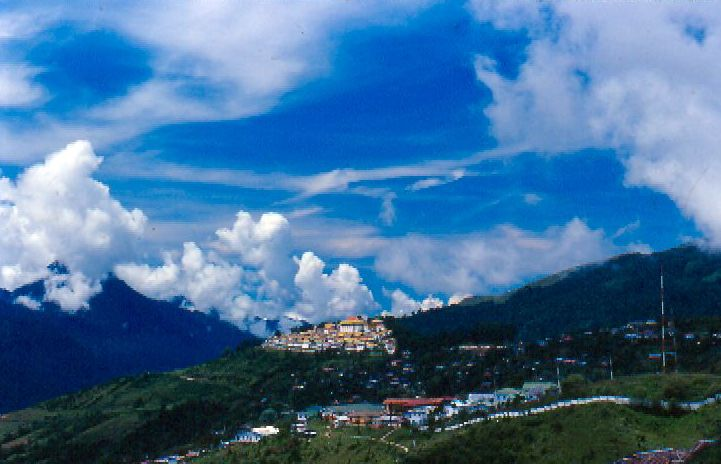
六世達賴喇嘛出生地——達旺

1913年10月13日，由中、藏、英三方參加的西姆拉會議正式舉行。會議由英國代表亨利·麥克馬洪主持。會議之始，西藏代表夏扎·班觉多吉就按照事先與英方秘密商妥的方案，提出六項要求。主要內容有：（一）西藏獨立。1906年在北京簽訂之中英條約無效。（二）劃定中藏邊界。其界線盡括青海全部及川邊各地。（三）1893年暨1908年之藏印通商章程由英藏修改，中國不得過問。（四）中國不得派員駐藏。華商無西藏所發護照，不准入境。（五）中蒙各處廟宇向皆認達賴喇嘛為教主，由達賴委派喇嘛為住持，中蒙僧徒向以金錢佈施藏中寺宇，以後一律照行。（六）中國勒收之瞻對（按：今四川甘孜藏族自治州新龍縣）稅款及藏人所受損失一律繳還賠償。
11月1日，中华民国政府代表陳貽範根據北京政府的指示，對夏札的提案做了駁複，並提出七條議案，要點是：一、西藏為中國領土之一部分。二、中國可派駐藏長官駐紮拉薩，所享之權利，與前相同，並有衛隊2600名。三、西藏於外交及軍政事宜均應聽受中國中央政府指示而後行，非經由中國中央政府不得與外國訂商。四、西藏人民之以向漢而被監禁、產業被封者，西藏允一律釋放給還。五、藏員所開之第五款可以商議。六、前訂之通商條款如須修改，須由中英兩方面根據1906年中英條約第三款商議。七、中藏邊界於附圖內約略畫明。
1914年2月17日，與會三方舉行全體會議。麥克馬洪提議用西藏「自治」代替西藏「獨立」一詞， 用中國對藏的「宗主權」代替中國對藏的「主權」一詞，並提出劃分「內藏」與「外藏」的建議。英方的建議稱：中國在內藏享有若干主權，外藏則由藏人自治。對於麥克馬洪這一建議，夏札等人假意表示不能接受，要求維持藏方原先所提六條。陳貽範當時只是對建議中劃分「內、外藏」的範圍提出了一些修改意見。
在3月11日的全體會議上，陳貽範放棄了「內外藏之名不可用」的立場，並在在3月18日、28日和4月3日的會議上連續三次做了大幅讓步，聲稱從原先堅持的川藏以工布江達為界，讓到丹達山，再讓到怒江，僅直線距離就後退了約600里。在此期間，英方同夏札暗中將藏南9萬平方公里領土劃給英屬印度。在此基礎上，英國上尉貝里等按照英印政府的意向，在其繪製的地圖上另行標畫一條基本上沿著喜馬拉雅山脊，從西藏、緬甸接壤處到西藏、不丹接壤處等藏南9萬多平方公里領土的東段「中印邊界線」，即「麥克馬洪線」。
夏札和三大寺代表考慮此事牽涉到大片土地上的西藏噶厦、寺廟和貴族的許多莊園、牧場及經濟收入，特別是六世達賴喇嘛就出生在門隅，未當即同意。3月24日，麥克馬洪致函夏札，並附兩份紅線標記「麥克馬洪線」作為印藏邊界的地圖，要求簽字蓋章並給予確認。3月25日，夏札復信麥克馬洪，最終確認「麥克馬洪線」為印藏邊界線，並在兩份地圖上簽字蓋章，一份交英方，一份留西藏。
4月27日，麥克馬洪將略加修改過後的「調停約稿」及附圖帶到會上，通牒中國方面當日必須對草約和地圖簽字做出肯定答復，否則即宣佈會議破裂，英國將直接與西藏訂約。該草案的要點是：（1）西藏分為內藏外藏兩區；（2）承認中國對全藏之宗主權，但中國不得改西藏為行省；（3）英國不併吞西藏任何部分；（4）承認外藏自治，中國不得干涉其行政，不派駐軍隊及文武官員（惟下（6）除外），不辦殖民，英國在藏亦不為此事，但仍保留商務委員及一定數量衛隊；（5）拉薩之西藏中央政府對內藏仍保留已有之權，包括管理大多數寺院，任命各地方長官，但中國可向內藏派遣軍隊、官吏，或辦殖民；（6）中國仍派大臣駐拉薩，衛隊限300人；（7）允許江孜之英國商務委員赴拉薩解決在江孜不能解決之事。草案簽字時，英方讓夏札先行簽字，當陳貽範到場時，麥克馬洪宣稱英藏雙方已簽字完畢，要中國方面立即決定。陳害怕被迫在草約上畫行，但聲明「畫行」與「簽押」，當截然為兩事；正式條約需經中國政府批准，如政府不認，尚可作廢。
陸興祺看到草約簽字稿後，立即致電袁世凱稱：「驚悉印度政府外交手段之老到不可企及，其內容之酷烈，直據西藏為己有，固不僅剝盡我國主權而已。」「事關領土主權，豈可因受人所逼而拱手退讓。」北京政府迅即於5月1日電令陳貽範不得在正式條約上簽字，同時照會英國駐華使館指出：陳貽範草簽純屬個人行為，已聲明無效。:107
1914年7月3日，英國令麥克馬洪代表英國同夏札在《西姆拉條約》上簽字，並增加一個附約，稱「中國政府因未在此條約上蓋印，故條約中所載中國政府所有一應權利均作無效。」對此，陳貽範當場發表中國外交部聲明：該約未得中國同意，英、藏方面簽字畫押，中國萬不能承認。
《西姆拉條約》最終以英、藏兩方代表簽字而中國代表拒絕簽字而告終。

#### 第一次康藏糾紛
1917年，中華民國政府在康定以西（包括金沙江以西的今昌都地区在内）的地區設置川边特别区，劃歸四川省管制。這片地區屬於康區，是甘丹頗章政權宣稱擁有主權的地方。這引起達賴喇嘛的強烈不滿。1918年，達賴喇嘛派藏軍攻打川邊特別區，史稱第一次康藏糾紛，西方國家稱之為第一次中藏戰爭。藏軍攻破昌都，將部隊分為南北兩路進軍。北路方面軍很快佔領金沙江西岸十三縣，並且渡江攻佔瞻對，包圍甘孜。在英國調停下，於8月19日簽定《昌都停戰條約》。
1919年，北京政府國務院派朱繡、李仲蓮入藏，會晤十三世達賴喇嘛和九世班禪额尔德尼，希望解決西姆拉會議帶來的問題。當朱繡、李仲蓮離開拉薩時，達賴喇嘛設筵祖餞，表面說「余親英非出本心，因欽差逼迫過甚，不得已而為之，此次貴代表等來藏，余甚感激，惟望大總統從速派全權代表解決懸案，余誓傾心內向，同謀五族幸福。至西姆拉會議草案，亦可修改。」其實藏方立場不變，還是堅持西姆拉草約，以及會談必需是中、英、藏三方。在朱繡等人入藏前不久，達賴喇嘛亦派三大寺堪布駐京。

#### 第二次康藏糾紛
1920年，藏軍大舉攻打川邊特別區。至1922年，完全驅逐川軍在此特別區的勢力，并控制了金沙江以东的德格、甘孜等地，史稱第二次康藏糾紛。
1924年，達賴喇嘛派貢覺仲尼赴京充任西藏駐京堪布、雍和宮住持。

#### 第三次康藏糾紛
1930年6月，甘孜的大金寺与白利土司因争庙产发生纠纷。白利土司处于下风，要求川军介入此事。刘文辉率川軍攻占甘孜，不久被藏軍收復。這次戰爭史稱第三次康藏糾紛，西方國家稱之為第三次中藏戰爭。藏军隨後對川军進行多次反攻，但均受挫。國民政府派唐柯三前来调解，唐柯三和蒙藏委员会的委员长马福祥都是穆斯林，马福祥电告唐柯三，声称蒋介石存心利用这次事件，要求唐尽量破坏和约。

#### 青藏戰爭
1932年，和約談判破裂，藏軍攻打穆斯林部隊马家军控制的安多地區，攻打玉树。马步芳电告刘文辉，要求联手防御藏军，得到了刘的同意。馬家軍配合川軍，攻下了藏軍控制的石渠、德格等多个县，迫使藏军退回金沙江西侧。马家军也收复了自从1919年以来被藏军占领的青海省边缘地区。這就是歷史上的青藏戰爭。藏軍被馬家軍大敗，使十三世達賴喇嘛大為震驚。在英属印度政府的斡旋下，西藏與南京國民政府達成和解。

### 北洋政府施政（1911-1926年）

五色旗是中華民國初期使用的國旗，五色橫條表示漢滿蒙回藏五族共和。

辛亥革命時的建國模式從漢族民族國家轉變為五族共和國家。中国同盟会的誓词是「驱除鞑虏，恢复中华」，「恢复中华」是在汉族聚居的十八行省范围恢复建立汉族民族国家，西藏等藏族区可有可无。1911年武昌起义后，軍政府以象征十八省团结的十八星旗为国旗，对全国发出的文告也都以“十八省”为号召，内地各省紛紛宣佈獨立，脫離清朝統治。1912年1月，中華民國成立，臨時大總統孫中山在宣言書中指出：「國家之本，在於人民，合漢、滿、蒙、回、藏諸地為一國，則合漢、滿、蒙、回、藏諸族為一人，是曰民族統一。」對武昌起義後十數行省先後宣佈獨立也作了說明：「所謂獨立，對於清廷為脫離，對於各省為聯合，蒙古、西藏，意亦如此，行動既一，決無歧趨，樞機成於中央，斯經緯周於四至，是曰領土之統一。」3月11日，中華民國臨時政府公佈的《中華民國臨時約法》中規定：「中華民國領土，為二十二行省，內外蒙古、西藏、青海」，「參議員、每行省、內蒙古、外蒙古、西藏，各選派五人，青海選派一人，其選派方法，由各地自行定之。參議院會議時，每參議員有一表決權。」4月22日，《大總統袁世凱命令》中強調：「現在五族共和，凡蒙、藏、回疆各地方、同為我中華民國領土，則蒙、藏、回疆各民族，即同為我中華民國國民，自不能如帝政時代再有藩屬名稱。此後，蒙、藏、回疆等處，自應統籌規劃，以謀內政之統一，而冀民族之大同。民國政府於理藩不設專部，原系視蒙、藏、回疆與內地各省平等，將來各該地方一切政治，俱屬內務行政範圍。現在統一政府業已成立，其理藩事務，著即歸併內務部接管。」內務部於1912年4月成立「蒙藏工作處」。7月19日，北京政府決定設立蒙藏事務局（1914年5月改為蒙藏院），明確規定該局直屬國務總理。凡涉及蒙藏事務，均由該局（院）辦理或轉呈國務總理定奪。
1913年3月6日，中華民國國會在北京成立，其並制定了《西藏第一屆國會議員選舉法》。其第一條規定在北京進行選舉，第二條規定以蒙藏事務局監督西藏的選舉。5月15日，蒙藏事務局公佈了第一屆國會議員西藏當選人名單，前藏五名，後藏五名。
1914年5月，新頒佈《中華民國約法》中規定：「中華民國之領土，依從前帝國所有之疆域」，「中華民國人民無種族、階級、宗教之區別，法律上均為平等。」
1925年8月3日，國憲起草委員會成立，段祺瑞聘請貢覺仲尼代表西藏，王樂階代表班禪堪布会议廳，兩人參加了國憲起草委員會。

### 南京政府施政（1927-1937年）
1927年，十三世達賴喇嘛派五臺山堪布羅桑巴桑到南京謁見國民黨掌權的國民政府主要领导人蔣中正，蔣中正通過他致函達賴喇嘛：「執事適派代表羅桑巴桑到京備述一切，藉悉法座高瞻遠矚，傾心黨國之決心，遙望西陲，至為佩慰。」「藏衛接壤強鄰，帝國主義者所壓迫久矣，幸賴法座深明大義，內向情殷。」嗣後貢覺仲尼等人拜會時任蒙藏委員會委員長的閻錫山，現場對一些言論作出解釋：「一、達賴並無聯英之事，其與英國發生關係，不過系因英藏壤地毗連，不能不與之略事敷衍耳；二、達賴仇華亦屬誤傳，民六、民九、民十三達賴均派員來華，並發有護照，內中言明中藏親睦，現有護照可證；三、達賴、班禪感情素愜，其始之發生誤會，因系班禪部下之人行為不法，達賴逮捕數人，班禪遂懼而出走，非達賴所逼。」
1928年11月22日，行政院議決將川邊特別區改為西康省，12月13日以川軍領袖劉文輝擔任主席。
1929年，國民政府設立蒙藏委員會，主管蒙、藏等地區行政事務。同年班禪駐京辦事處成立，成立宣言稱：「原西藏立於中國，自漢唐以還，關係日深，清季更置官兵戎守，徵諸歷史與地理上之關係，西藏欲舍中國而謀自主，實不可能；及之中國失去西藏，亦猶車之失輔，故中藏關係，合則兩益，分則俱傷，此一定之道也。」「帝國主義者，更從事其經濟文化之侵略，一石面慫恿西藏獨立，……此皆由於少數親英派之作祟，彼輩既磨滅中藏之關係，且不顧西藏本身之利益，盲目妄行，神人共怒……」
1929年6月17日，國民黨在南京召開三屆二中全會，作出關於蒙藏之決議案，共六條：一、舉行蒙藏會議，……西藏由達賴、班禪喇嘛及西藏人民各推出代表若干人，同來中央參加會議；二、……派員分赴蒙古、西藏，宣達中央扶植蒙藏民族之政策與決心，慰問並調查蒙藏人民之疾苦；三、於首都設立蒙藏學校，由蒙藏各地選送優秀青年應試入學；四、關於蒙古、西藏經濟與文化之振興，應以實行發展教育為入手辦法；五、蒙藏委員會根據施政綱領及實施程式積極籌畫實施；六、加緊對於蒙藏之宣傳，闡明蒙藏民族為整個的中華民族之一部，說明蒙藏民族所處地位之危險，帝國主義者侵略陰謀之惡毒，說明蒙藏各地教育、經濟之設施與交通、實業之建設，應由中央政府協助其地方政府進行，惟軍事、外交及國家行政必須統一於中央，……1929年7月，蒙藏委员会颁布了《蒙藏委员会施政纲领》十条，第一条“规定行政系统”，要“革新蒙藏旧行政制度”，计划第一年“调查蒙藏原有行政现状”，“厘定行政系统”，否定西藏政教合一的制度，改成以省为行政單位，实行“县自治”。
西藏受全球經濟大蕭條的影響，主要出口產品羊毛的國際市場價格大幅下跌，難以負擔推行新政所需資金，向英屬印度求助也未能解決財政問題，因此達賴喇嘛決定與國府接觸。1929年9月10日，貢覺仲尼一行訪問南京政府，獲蔣中正接見。貢覺仲尼向蔣中正轉達了達賴喇嘛「不親英人，不背中央，願迎班禪回藏」的聲明。此後西藏還多次表示達賴喇嘛願意輸誠中央，西藏的行政、軍事、外交等事務歸中央管理，由中央派出駐藏長官，西姆拉問題達賴喇嘛聲明可由中央解決等。23日，蔣中正分別致電達賴喇嘛和噶倫，表明了中央政府對西藏的態度。在致噶倫書中指出：「政府秉承遺教，一視同仁，藏衛雖遙，其地為中華民國之領土，其人為中華民國之國民，無不盡力扶植地方自治之基，以爭存於世界。」
1930年國民政府召開了蒙古會議:48，陸興祺奉令致函達賴喇嘛和噶廈，命其派員參加。

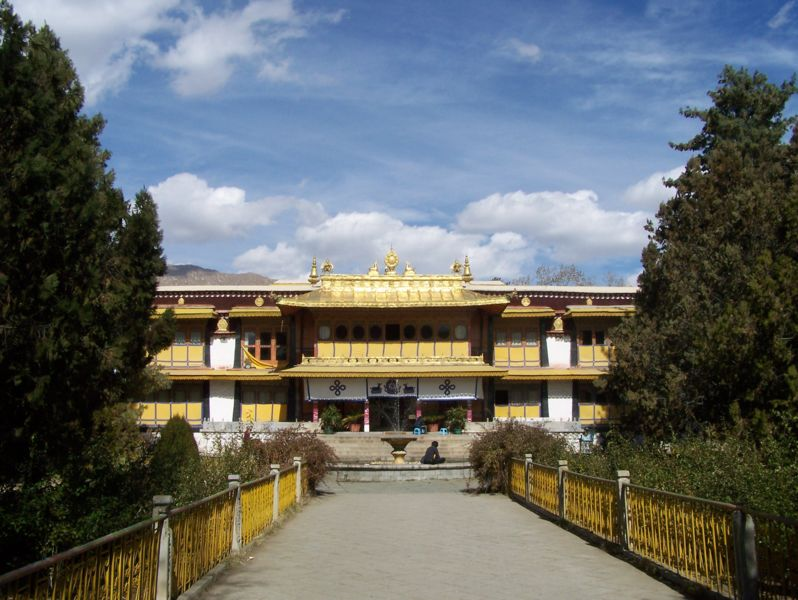
羅布林卡

1930年，達賴喇嘛同意在南京、北平、康定等地設立辦事處。蒙藏委員會同意三個辦事處正副處長人選和所擬辦事處組織大綱。達賴喇嘛在拉薩羅布林卡會見了國民政府特使劉曼卿（藏名雍金），向她表示：「吾所最希求者即中國之真正和平統一，⋯⋯至於西康事件，請轉告政府，勿遣暴厲軍人，重苦百姓，可派一清廉文官接收，吾隨時可以撤回防軍，都是中國領土，何分爾我，倘武力相持，藏軍素彪悍，吾決無法制止其衝突，兄弟鬩牆，甚為不值。」又言：「英國人對吾確有誘惑之念，但吾知主權不可失，性質習慣不兩容，故彼來均虛與周旋，未嘗與以分釐權利。中國祇須內部鞏固，康藏問題，不難定於樽俎。至於派遣代表，⋯⋯若全權代表，則一時尚難其選。」
1931年5月5日，由旅京藏人選出的西藏代表前往南京參加國民會議，九世班禪额尔德尼在會上致頌詞。6月1日，國民政府頒佈《中華民國訓政時期約法》，其中規定：「中華民國領土為各省及蒙古、西藏」，「蒙古、西藏之地方制度，就地方情形，另以法律定之。」11月，中國國民黨在南京召開第四次全國代表大會。代表西藏參加會議的有羅桑堅贊、貢覺仲尼、劉曼卿、阿旺堅贊、格桑澤仁等。貢覺仲尼和羅桑堅贊在這次會議上當選為中央執行委員。後來，中國國民黨召開的第五次全國代表大會，亦有西藏代表參加。
1931年11月7日公布的《中华苏维埃共和国宪法大纲》主张“中华苏维埃政权承认中国境内少数民族的民族自决权，一直承认到各弱小民族有同中国脱离，自己成立独立的国家的权利。蒙古、回、藏、苗、黎、高丽人等，凡是居住在中国的地域的，他们有完全自决权：加入或脱离中国苏维埃联邦，或建立自己的自治区域。”
1932年1月21日，西藏駐京代表貢覺仲尼、阿旺堅贊等還聯名具呈國民政府、行政院及蒙藏委員會，轉達十三世達賴喇嘛關於產生西藏代表辦法的意見。呈稱：「在國難期中，應集中全國人民之意見，使之成為整體。西藏代表之產生，應由當地人民自由選舉，使西藏人民愛國意見得以充分表現。此為西藏地方之權力，亦是對於國家之義務。」4月7日，行政院召開國難會議。出席會議的西藏代表是貢覺仲尼、羅桑堅贊、劉家駒、劉曼卿。
1932年12月24日，班禪额尔德尼在南京新亞細亞學會第三次會員大會上發表了題為《西藏是中國的領土》的講演，其中指出西藏是中國的領土，如被帝國主義者侵略，则无异無異於自己的門戶被人拆毀，不免有唇亡齒寒之憂。如何使蒙藏与全国各民族团结一致？应以慈悲诚笃为出发点。
1933年12月17日，十三世達賴喇嘛在拉薩圓寂。12月20日，司倫、噶廈電告西藏駐京代表向國府呈報，電文曰：「達賴佛座於藏曆亥月三十日下午七時半圓寂，藏中事務暫由司倫及噶廈負責處理，希安供職，並呈報中央，詳情容後另電知照。」12月21日，國民政府追贈達賴喇嘛「護國弘化普慈圓覺大師」封號，並發文稱「一切褒崇典禮，務極優隆，著由行政院飭主管部會同議定，呈候施行，以昭黨國懷遠旌賢之至意。」又特派參謀本部次長黃慕松為致祭達賴喇嘛專使，負責冊封、致祭活動。黃幕松抵達拉薩後，受到隆重迎接，噶廈四噶倫齊往拜謁。
1934年1月8日，蒙藏委員會公佈達賴、班禪代表來京展覲辦法，共七條。規定達賴喇嘛、班禪額爾德尼應每年輪派代表一人來京報告西藏政情；展覲代表應於每年指定日期攜帶委任檔及銜名履歷向蒙藏委員會報到；明確規定由蒙藏委員會委員長、副委員長引導謁總理陵、行政院院長、晉謁國民政府主席、向中央報告邊政情形、中央宣佈施政方針等展覲日期和程式等。
1934年6月23日，黎丹率領楊質夫、歐陽鷙（字無畏）等人以“西藏巡禮團”名義由青海西寧出發，啟程赴藏。中央研究院氣象研究所所長竺可楨派遣徐近之、王廷璋與巡禮團同行入藏，建立拉薩測候所。1935年5月，測候所得到西藏政府准許，宣告正式成立。
1936年2月10日，蒙藏委員會頒佈喇嘛獎懲辦法，共25條。對受獎或受罰喇嘛應具備之條件及晉升等級等都作了具體規定。該法規於2004年廢止。

### 1934-1937年（熱振攝政，南京政府）

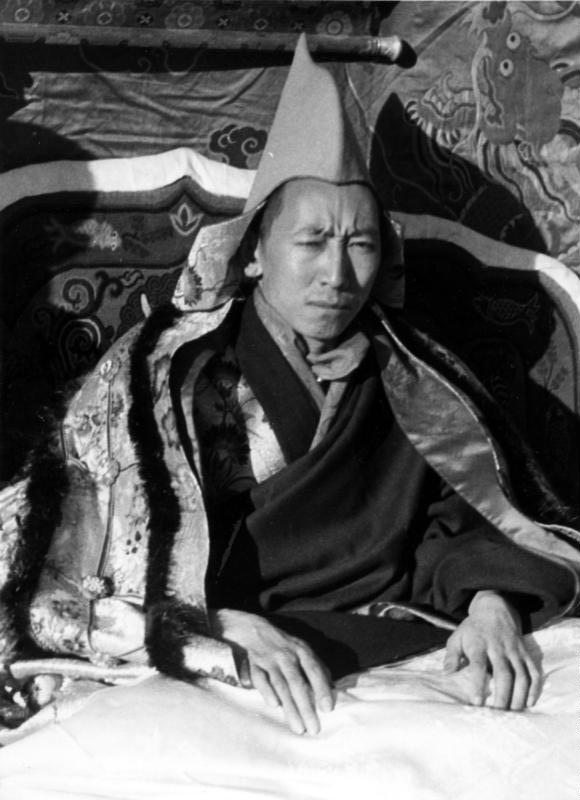
熱振呼圖克圖

1934年熱振呼圖克圖被公舉為西藏政府攝政。9月23日，黃慕松主持冊封、致祭十三世達賴喇嘛，藏方自司倫以下各級僧俗官員數百人參加典禮，由總堪布代受玉冊玉印。10月1日又在布達拉宮達賴靈堂舉行致祭。黃慕松在藏期間，還與西藏政府高級官員多次進行晤談，就西藏與國府關係等問題交換意見。噶倫公文以漢藏政府並稱，說（中國與西藏）至第五世达赖喇嘛的時候才產生漢藏檀越關係，並不承認中國對西藏的主權。黃慕松離藏後，留劉樸忱、蔣致余駐藏，維持國府與西藏的聯繫。
为了抵消黄慕松使团的影响，1936年8月，英國駐錫金政務官巴茲爾·古德率領一個代表團前往拉薩。古德1937年2月17日率團離開拉薩，但留下黎吉生、诺布顿珠和無線電台，黎吉生成為英國駐拉薩使團负责人，以電台與英國保持聯繫，使團成為英國與西藏關係的中心。:127

### 1937-1940年（熱振攝政，抗戰時期）

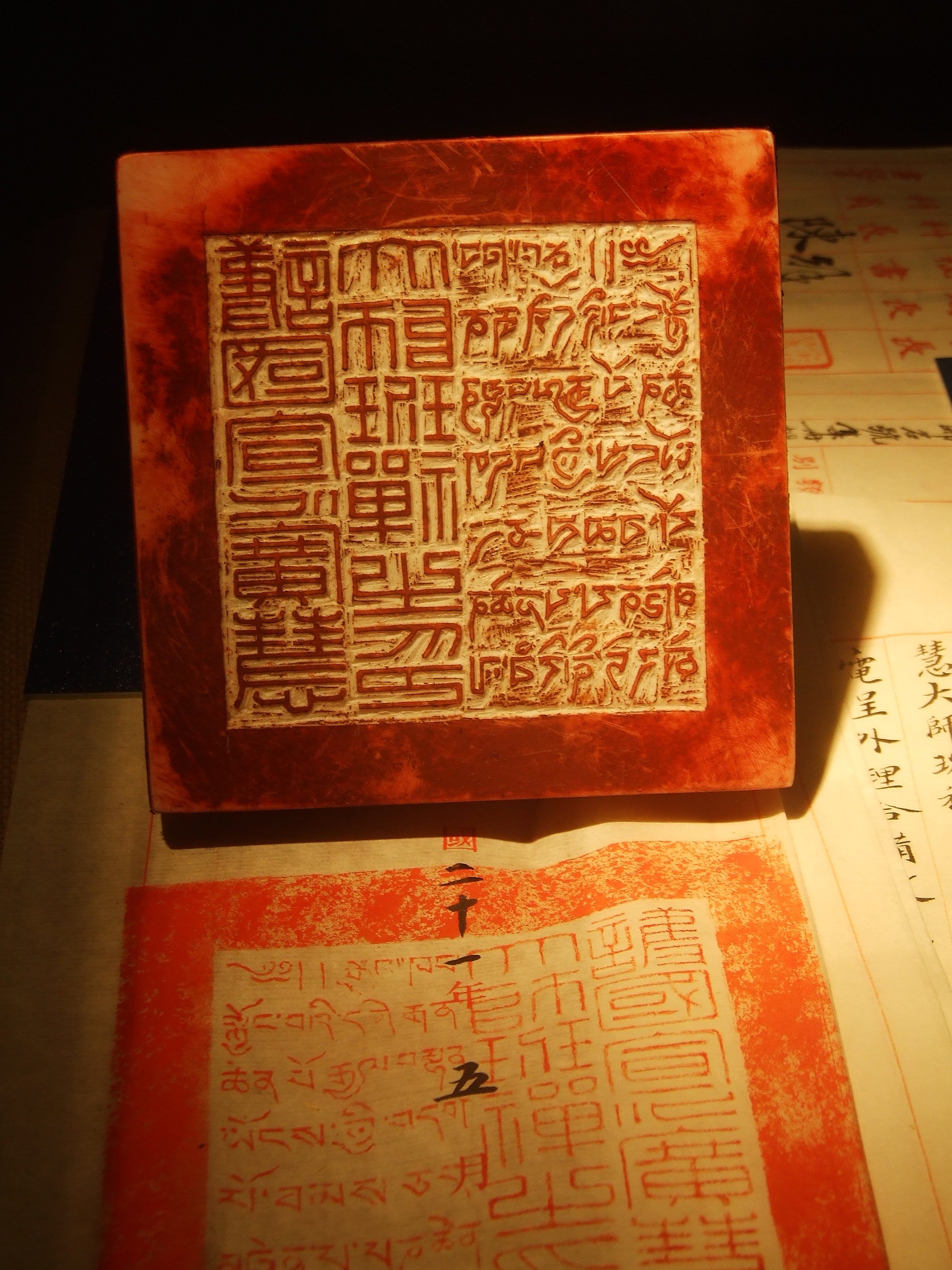
中華民國政府頒發「護國宣化廣慧大師班禪之印」金印

1937年12月1日，九世班禪额尔德尼在青海玉樹圓寂。其在遺囑中談到：「余生平所發宏圖，為擁護中央，宣揚佛化，促成五族團結，共保國運昌盛。近十五年來遍遊內地、深蒙中央優遇，得見中國確對佛教尊崇，對藏族平等，余心甚慰，余念益堅。……最後望吾藏官民僧俗，本中央五族建國精神，努力中藏和好， 札薩喇嘛及各堪布，尤宜善繼余志，以促實現。」12月23日，國民政府發佈命令，追贈班禪「護國宣化廣慧圓覺大師」封號，並特派考試院院長戴傳賢前往甘孜致祭。
1938年3月，國民黨臨時全國代表大會通過了組織國民參政會案。該地的組織條例第三條乙項規定：「西藏地方代表名額為兩人；其候選人之推薦依同條例第二、三、四各條之規定，應由該會就具有中國國籍之男子或女子，年滿30歲，並會在西藏地方公私機關或團體服務，著有信望或熟諳各該地方政治社會情形，信望久著之人員中按照定額加倍提出。」條例第十五條規定，「現任官吏不得為參政員」。
1938年6月16日，國民政府公佈了第一屆參政會參政員名單，西藏代表喜饒嘉措、丁傑當選。7月6日，第一屆國民參政會正式召開，會議通過了擁護國民政府實施抗戰建國綱領案。喜饒嘉措等向一屆二次大會遞交了《關於團結邊民意志，以增強抗日力量》的提案。
1938年9月24日，蒙藏委員會頒佈《喇嘛轉世辦法》。共13條。重申金瓶掣籤制度。明確規定達賴喇嘛、班禪額爾德尼、哲布尊丹巴呼图克图暨各處向來轉世之呼圖克圖、諾門汗、班第達等圓寂後，應報由該管地方最高行政機關轉報蒙藏委員會備案；轉世靈童訪獲後，報由該管地方最高行政機關轉報蒙藏委員會查核，分別掣簽……等等。12月12日，在訪獲十三世達賴轉世靈童後，西藏攝政熱振呼圖克圖致電中央：「三靈兒迎到後，舉行掣簽典禮之際，為昭大信、悅遐邇計，中央應當派員參加。」12月28日，國民政府發佈命令：「特派蒙藏委員會委員長吳忠信會同熱振呼圖克圖主持第十四輩達賴喇困轉世事宜。」
1939年7月1日，西藏攝政熱振呼圖克圖致電蔣中正，表示支援抗戰，電稱：「……頌我軍得勝之經，詛倭寇立滅之咒，繼續懺誦得最後之勝利……」。三大寺哲蚌寺大會致國民政府公呈表示：「……現在需將敵人驅出境外，必須五族同心，為國事有錢者出錢，無錢者以血肉之軀來捍衛土地。是為迫切者，各級一心對付暴日，希望能將日本根本剿除……。我等三寺自前年盧溝橋事變起後，一年有餘，為國家勝利而祈禱，晝夜恒未間斷」。班禪堪布廳致電蒙藏委員會委員長稱：「暴日侵淩，舉國同仇，正義感召，勝利必操。……唯遵先大師遺志，擁護中央，團結邊民，奠安後方，以抒西顧，誓竭所能，以利抗戰。」

#### 吳忠信入藏

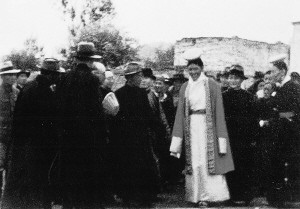
西藏官員歡迎國民政府代表團

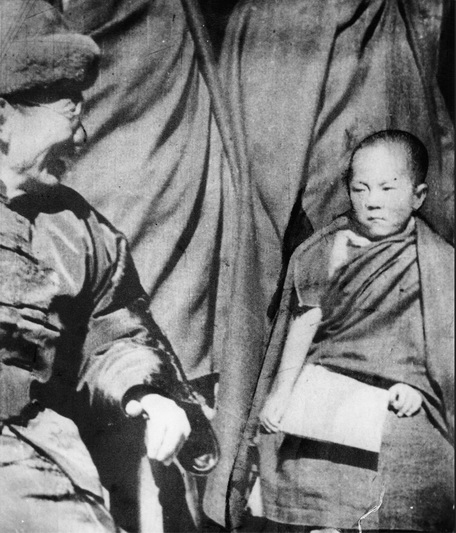
1940年1月31日，国民政府专使吳忠信在拉萨罗布林卡荷亭看视候选轉世靈童拉木登珠

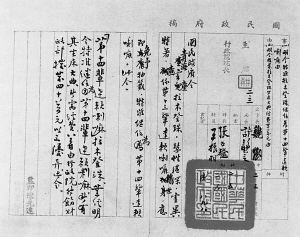
國民政府批准第十四世達賴喇嘛坐床令

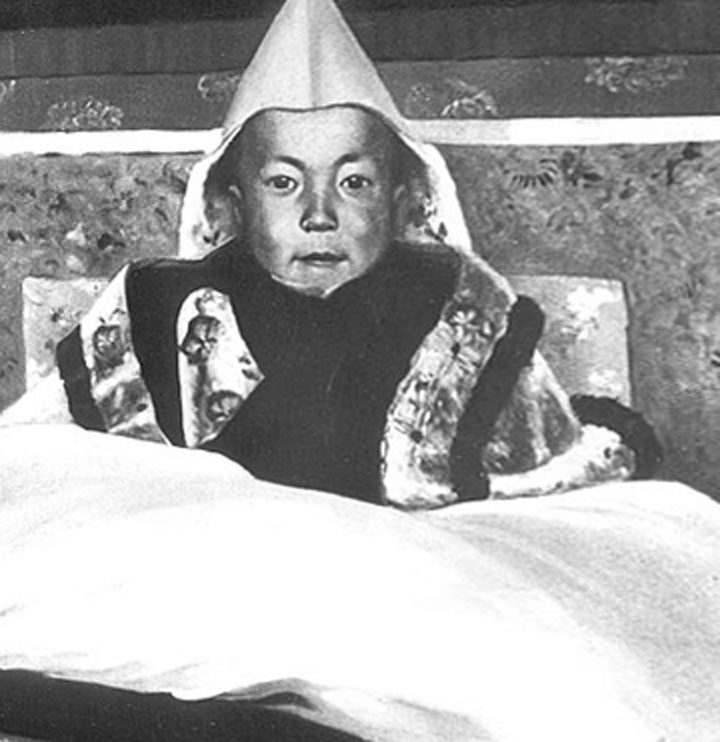
坐床時的第十四世達賴喇嘛——丹增嘉措

十三世達賴喇嘛圓寂後，按照西藏的傳統方式，開始尋訪轉世靈童，並於1938年在青海省湟中尋得幼童拉木登珠，1939年迎到拉薩，取法名丹增嘉措，確認其為轉世靈童，1940年舉行了坐床典禮。對於此次事件。西藏舊貴族夏格巴稱：「中國聲稱吳忠信是派到拉薩去主持達賴喇嘛坐床的。但實際上，吳的出席儀式比其他國家的代表並沒有更多的意義。」范·普拉赫說：西藏「對中國代表的禮遇和對其他外國政府代表的禮遇並沒有什麼不同。」
按清代舊例，金瓶掣籤典禮應由駐藏大臣親臨監視。但是，熱振等均偏重認定青海靈童，不願國府過問。後經蒙藏委員會反復交涉，熱振於1938年12月12日致電吳忠信表示：「為昭大信、悅遐邇計，中央應當派員參加。」為此，國民政府於12月28日下達命令：「特派蒙藏委員會委員長吳忠信會同熱振呼圖克圖主持第十四輩達賴喇嘛轉世事宜。」
1939年4月23日，西藏駐渝辦事處奉噶廈電向蒙藏委員會表示，歡迎吳忠信委員長入藏。在吳赴藏途中，噶廈擬不等吳入藏即在三靈童中，排除另外兩童，只要青海一童，不行掣簽。對此，蔣中正迅即回電噶廈：靈童之「征認手續暨各種禮節，應俟吳委員長蒞藏後會同熱振呼圖克圖主持辦理，會銜呈核，方足昭大信而杜糾紛，希即遵照為盼。」
1939年9月17日，拉木登珠一行到達黑河，從拉薩趕來迎接的彭雪噶倫正式宣布拉木登珠是十三世達賴喇嘛的轉世靈童。9月22日，在熱振的提議下，國府當時在藏的最高官員張威白前往熱振寺歡迎靈童。
吳忠信一行19人於1940年1月15日到達拉薩。吳忠信在拉薩拜見熱振，面交了國民政府特派熱振主持典禮之特派狀、蔣中正的親筆信、國府冊封熱振之冊文及金印、頒發熱振的采玉勳章等。熱振即於1月23日致電國民政府主席林森表示感謝。當時西藏僧俗官員已經認定青海靈童即為達賴喇嘛轉世，不願吳忠信再予察看確認。這種情況，在十二世達賴喇嘛和八世班禪额尔德尼轉世時，也曾出現，後由駐藏大臣呈報清廷請求免予掣簽。吳忠信為了顯示中國主權，堅持必須察看。幾經交涉後，熱振同意靈童會見吳忠信，並於1月26日呈交長函一封，詳盡敍述了尋訪靈童的經過和認定靈童的理由，請吳報告中央免予掣簽。吳忠信在會見靈童並核查熱振長函的情況下，審時度勢，於1月28日電請「國府頒佈命令，准以該靈童拉木登珠繼任第十四輩達賴，俾得及時籌備坐床典禮，以昭鄭重。」1月31日，吳忠信赴羅布林卡會見年僅五歲的靈童，認為其不同尋常。吳忠信自稱在考察靈童時，靈童「含笑作答」，但其隨員朱章稱靈童笑而不答，且靈童禁學漢語，不可能以漢語回答。2月5日，國民政府正式頒令：「青海靈童拉木登珠，慧性湛深，靈異特著，查系第十三輩達賴喇嘛轉世，應即免予抽籤，特准繼任為第十四輩達賴喇嘛。此令。」對此，熱振於2月17日致電林森表示叩謝。
在坐床典禮上，噶廈一些官員提出將吳忠信在大典上的座位設在熱振對面，高低與司倫相同，並將英人的座位與吳排在一起。對此，吳忠信堅持自己代表中央，主管蒙藏事務，至少應循清朝駐藏大臣之例，在達賴喇嘛的平行左方設面南之座。經過交涉，在熱振的支持下，噶廈終於應允按吳忠信所提設座。
對於吳忠信是否主持了達賴喇嘛坐床大典，國內外藏學界至今仍有爭議。依照西藏習俗，舉行典禮，召開會議，確實沒有主持人一說。曾任噶廈长官噶倫的阿沛·阿旺晋美在1989年7月31日召開的西藏自治區第五屆人民代表大會第二次會議上講話指出吳忠信并没有主持達賴喇嘛坐床大典。

#### 成立駐藏辦事處
蒙藏委員會駐藏辦事處的前身是1934年黃慕松致祭專使行署留駐人員。吳忠信取得行政院與攝政熱振的支持，1940年4月1日蒙藏委員會駐藏辦事處正式成立，蒙藏委員會藏事處處長孔慶宗兼任第一任處長；蒙藏委員會諮議張威白為副處長。

### 1941-1945年（達扎攝政，抗戰時期）
1941年1月，熱振活佛辭去西藏攝政的職務，並推薦自己的經師達扎繼任攝政。達扎傾向英屬印度當局，並積極推動西藏獨立。

#### 「漢民由漢官管轄」交涉
第一次驅漢事件後，駐藏大臣撤銷，在藏漢人改由西藏噶廈「農務局」(藏語稱「索朗列空」)統一管轄。駐藏辦事處處長孔慶宗想要管轄在藏漢人，首先要解決的就是管轄權問題。噶廈政府表示：「西藏所有久住之漢民等，在壬子年漢藏戰爭（指驅漢事件）以後，即歸西藏政府之農務局管理，屢經維持，將來應遵地方法律，由西藏政府管理，不能由漢政府駐藏代表約束。」1942年8月27日，一名藏漢混血的男子因在拉薩街上毆打妻子，被西藏政府逮捕，審訊時被打一百皮鞭。10月，孔慶宗又因一漢藏混血男子問題與噶廈交涉。兩次交涉都沒有成果。孔慶宗又對在藏漢人恢復清朝開始實行的保甲制度，則效果較好。

#### 反對修築康印公路
1940年7月10日，英國在日本的壓力下同意關閉滇緬公路3個月，使得中國只剩下西北公路ㄧ條通道進口軍用物資。為了解決運輸問題，中國急於開闢新的國際運輸線。蒙藏委員會建議的路線困難太多，暫緩辦理。西祥公路工程局局長杜鎮遠提出的康印公路有兩條路線，1941年2月8日，行政院決定採用第二線的北線（經過藏區的察隅），3月15日交通部組織測勘隊，7月底西藏破壞河橋，調兵扼守，不准北線勘測隊前進。9月25日，噶廈約見孔慶宗，告知「民眾大會已決議絕對不讚成測量隊入境」。交涉到次年3月，噶廈仍拒絕公路通過藏區，蔣中正先於1942年1月決定先建不經藏區的南線，5月日本佔領緬甸，滇緬公路斷絕，在雷多公路（即史迪威公路）於1945年開通以前，中國進口軍用物資只能依靠飛越喜馬拉雅山的驼峰航线，而康印公路南線直到1949年也未開通。

#### 開通印藏非軍用驛運
太平洋戰爭爆發後，蔣中正於1942年2月访问印度，雙方同意開闢印藏畜力驿运线，以利運輸抗戰所需物資。1942年3月18日，英國駐拉薩使團團長诺布顿珠奉印督命，向噶廈建議驿运路线，從印度噶倫堡经亞東、江孜到拉萨，再由牲畜運到青海的玉树或巴塘。西藏民眾大會以驿运路線經過拉薩，比中國提議（不經過拉薩）的中印公路更嚴重，決議予以拒絕。1942年4月21日，弗兰克·卢德洛接任使團團長，繼續談判對西藏施壓，7月噶厦作出让步，提出驿运线只能“运输药品邮件和民运物资”，禁止运输军事物资，印藏驿运终于开通。

#### 成立外交局
1942年7月，西藏政府宣佈成立「外交局」，通知中國、英國與尼泊爾此後與外交局交涉。英國駐拉薩使團同意了，而中國蒙藏委员会驻藏办事處處長孔慶宗拒絕，西藏因此斷絕蒙藏委員會駐藏辦事處的供應。:454-461當時孔慶宗將這一情況緊急報告國民政府，並在報告電文中指出：「查外交局性質系與外國洽辦事件之機關，今噶廈告職須向該局洽辦一切事件，是視中央為外國，示西藏為獨立國，如我予以承認，則前此國際條約所訂西藏為中國領土之文無形失消，而西藏與外國所訂明密各約未為中央所承認者，無形有效。事關重大，中央似宜明電噶廈不承認該局，中央駐藏官員仍須照舊與噶廈接洽一切事件。」8月5日，蒙藏委員會向西藏噶廈轉達了行政院訓令：「對藏方為處理地方涉外事務而設置機構應遵守的原則：（甲）有關國家利益問題，即政治問題，必須秉承中央意旨處理；（乙）中央與西藏一切往還接洽方式，仍應照舊，不得經由上述外務機構。」並電令駐藏辦事處「仍照舊例接洽，不得與‘外交局’發生任何聯繫。」雙方僵持不下。:454-461
1943年，西藏召開民眾大會，對「外交局」事接受國民政府意見，收回原議，表示「西藏應與中央保持感情，不應與中央西藏辦事處斷絕關係。」並責成西藏駐京辦事處總代表阿旺堅贊等向國民政府主席面呈此意。是年國民黨召開六中全會，熱振被選為國民黨中央候補執行委員。
1943年11月30日，一架飛越駝峰航線的C-87運輸機迷航耗盡燃油，機上5名美國軍人跳傘降落在西藏澤當附近，由於飛行員的衣服印有請給予協助的中文，藏人一度認為他們是中國人。孔庆宗派会英语、藏语的中央气象局拉萨测候所所长曹巽，代表办事处去联系，並搶在拉薩政府之前歡迎宴請他們，拉薩政府隨後安排他們住在英國駐拉薩使團官邸。拉薩政府原本要美軍人員在英國駐拉薩使團的歡送宴會後啟程回到印度，沒有時間接受孔庆宗的邀宴，孔庆宗得知後大發雷霆，美國人因此參加了孔庆宗的歡送宴會。

### 1945-1949年（達扎攝政，二戰後）

#### 慰問同盟國代表團出訪

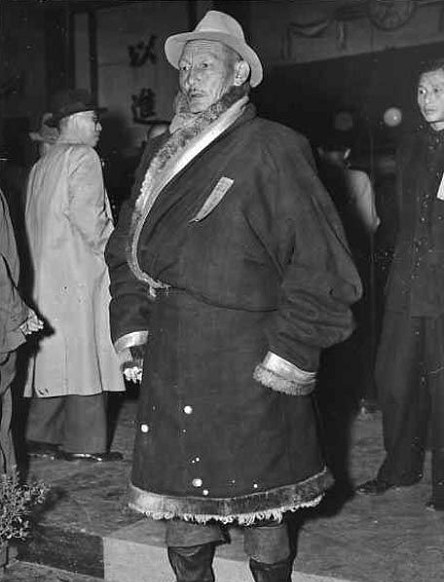
參加制憲國民大會的西藏代表

二戰後西藏為了推動西藏獨立，組織了一個「慰問同盟國代表團」，以祝賀同盟國二戰勝利名義赴英、中、美三國進行活動。蒙藏委員會駐藏辦事處通知西藏派代表出席制憲國民大會，並表示此次西藏代表前往南京出席國民大會，可以提出各種要求，政府將盡力解決。因此西藏在慰問同盟國代表團的基礎上再增加若干人，作為出席國民大會的代表。西藏特別召開了全藏民眾大會，擬定了一份「西藏全體僧俗民眾會議報告書」準備提交國民大會，並蓋有噶廈和三大寺的印章。報告書的內容主要包括：中國與西藏的關係一直是「檀越關係」（施主與福田），盼能繼續維持；西藏是一個獨立的國家，日後也將獨立運作；過去中國以武力奪取明顯屬於西藏的領土，如青海、西康等地，違反國際規定，應交還西藏；西藏一直是獨立的國家，自己管理自身的內政、外交、軍事事務。:79:68西藏攝政達札於代表團啟程前曾召集要員集會，要求出席國民大會代表，此行應以保持現有特殊地位為原則，避免引起國府對藏用武；最低限度應要求完全自治；如國府仍採懷柔政策，則要求獨立，中、藏邊界依西姆拉會議的條款劃分。:80

#### 國民大會代表
西藏政府和班禪堪布廳都派代表參加制憲國大。西藏政府代表共10人。西藏代表將報告書送交國民政府，並盼能於制憲國大開會前獲得回應。1946年11月15日，國民政府召開制憲國民大會。代表團由於未接到國民政府對於報告書的回應，報到時乃依藏方指示不領取代表證，但在聽了白崇禧的談話後，拍電報回藏請示，獲藏方當局回電同意他們以國大代表身分參加。西藏代表圖丹桑批被選為主席團成員。:82-83
1947年，新公佈的《中華民國憲法》中表示：「中華民國領土，依其固有之疆域，非經國民大會之決議，不得變更之。」「西藏自治制度，應予以保障」。關於國民大會也有明確表述，「西藏選出代表，其名額以法律定之。」並規定在全國立法委員、監察委員中也包括有西藏地區的名額。
英國駐南京公使藍來訥在給英國政府的信中評論：「中國人喜歡自欺欺人是眾多周知的（他們對西藏擁有宗主權的虛構可能會使人產生幻覺），不管中國人如何在報紙上宣傳或在國民議會煞有其事地通過決議，這些裝腔作勢的行為都很難獲得世界其他國家的相信。……因為英國和來自世界各地的代表也列席了會議，誰也不會認為這些國家也是中國的一部分。」
1948年3月29日，中華民國行憲國民大會召開。西藏政府派定代表13人出席會議。班禪堪布会议廳派定代表11人。西藏代表土丹桑布當選為大會主席團成員。這次會議，西藏政府有立法委員三名；監察委員三名；班禪堪布会议廳有立法委員五名；監察委員三名。羅桑堅贊還被總統府聘為國策顧問委员会委员。
許世英出任蒙藏委員會主任委員後查閱檔案，發現報告書中有「西藏乃佛法勝地，自治自主之國」字句，等於承認西藏為一國家，經請示蔣中正後，獲蔣同意於1948年6月予以駁覆，國民大會報告書事件至此落幕。:85

#### 泛亞洲會議

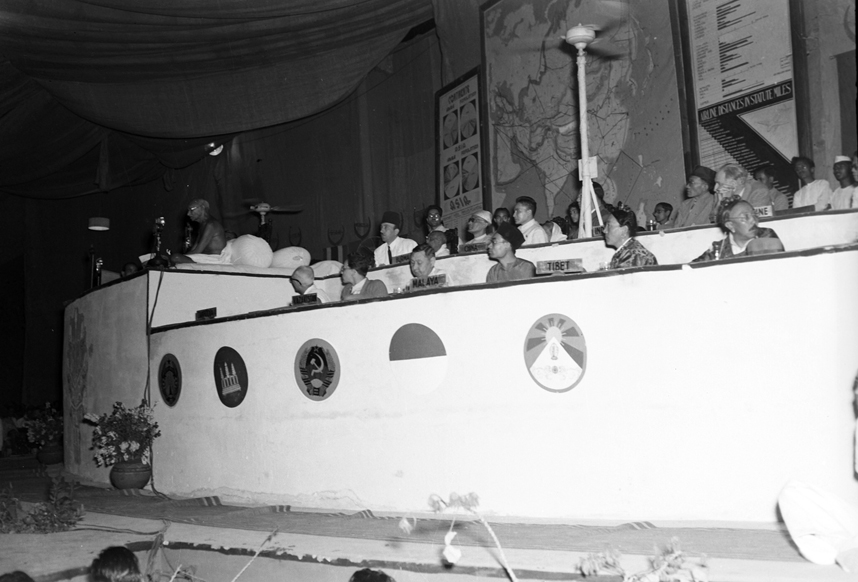
泛亞洲會議的「雪山獅子旗」。

1946年底，黎吉生按照英國政府的旨意，敦請西藏參加在印度新德里召開的泛亞洲會議。他說：「如果西藏政府這次派代表團出席會議，就能體現出西藏是一個獨立的國家。從目前的形勢來看，如今正是搞西藏獨立的大好時機」，並囑咐此事要嚴格保密。達扎立即同意派西藏代表團出席泛亞洲會議。隨後，黎吉生又去函建議：出席這次會議的西藏代表團應該帶上一面國旗備用。於是，噶廈短時間製作了一面藏軍的雪山獅子旗。
1947年3月，在新德里舉行的非官方泛亞洲會議正式開幕。西藏被邀請派出一個代表團，中國政府的代表要求西藏代表團歸入中國代表團，否則中國政府代表將抵制此次會議。然而，印度政府婉轉拒絕了中國政府的這一要求，同時，尼赫魯還特別安排西藏代表團團長桑頗·才旺仁增發表講話。西藏的雪山獅子旗同各國的國旗並列懸掛，主席臺牆壁上還掛了一張將西藏置於中國版圖之外的亞洲地圖。由於會議並非由政府主辦，因此這些行為在外交上並無實際意義。但中國駐新德里大使及中國代表團依然向印方提出嚴重抗議。印度方面表示：這次會議是「尼赫魯以私人名義邀請有關代表參加的」，「沒有邀請官方代表」，並更換了那幅亞洲地圖，同時摘下了雪山獅子旗。

#### 西藏商務代表團出訪

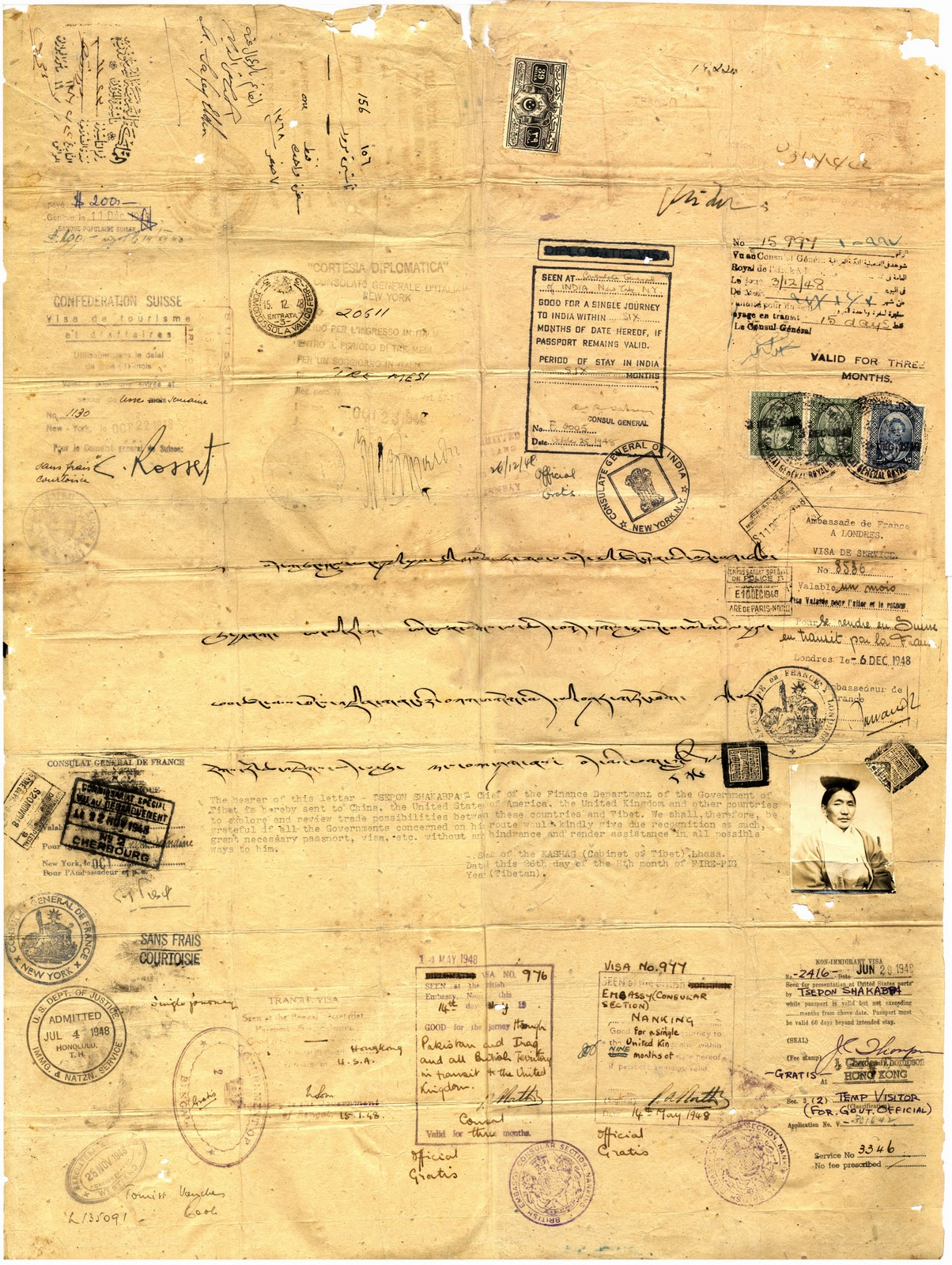
夏格巴持有的西藏護照

1947年冬到1948年，西藏嘎廈政府派出以夏格巴為團長的「西藏商務代表團」出訪印度和歐美一些國家。當事人夏格巴說：「在他們整個海外旅行期中，他們都是使用西藏護照和旅行檔，在他們所訪問過的國家都是加以承認和接受的。這樣就建立了史無前例的表示西藏獨立的證據。」而中國駐印大使羅家倫接蒙藏委員會駐藏辦事處報告該團將抵印度時，即向尼赫魯提出請勿承認西藏發的護照。尼赫魯說，藏人入印向來不需護照，至於赴英國的護照系由英國駐印度高級專員簽證，不歸印度政府辦理。
在解決去美國的資金問題後，夏格巴經美國駐香港總領事館取得簽證。國民政府得知後，即由外交部次長於1月12日向美國駐華大使館提出聲明與質詢。對此，美國駐華大使館人員答稱，美國向來承認中國在西藏的主權，美國政府亦無變更對西藏立場的意思。美國國務院人員還答復中國駐美大使顧維鈞說：駐香港的美國總領事並未在夏格巴等所持旅行證件上簽證，僅僅是在另一普通紙上簽注可以進入美國國境，此項簽證並無損害中國對西藏主權之意。
與此同時，中國外交部又電飭駐英國大使鄭天錫告知英國外交部，如果夏格巴一行申請赴英國簽證，英國方面應令其呈驗中華民國護照，否則不予簽證。據此，中國駐英使館段參事去英國外交部聯繫，英方答稱：夏格巴一行在南京時，已由英國駐華大使館給以赴英簽證。段當即指出英使館不應簽證。英外交部人員說，以英國慣例，對於國籍不明者如請求簽證，不需當地政府之護照，只需其本人之宣誓書即予以簽證。段參事當即駁以西藏為中國領土，絕非國籍不明者。英方稱事已如此，微表歉意。
各國對於西藏商務代表團的態度，加拿大學者譚·戈倫夫認為，美國「商業部的態度是把他們作為私營商人代表，僅僅同他們洽談商業事務。」1948年1月，英國政府通知美國政府說：英國將把接待夏格巴的代表團作為「一件私人商業事務，不具任何官方意義」。在整個接待期間，英國政府不斷將全部情況告知中國駐英使館。夏格巴等在瑞士的行程，瑞士政府都安排由一位中國使館的秘書陪同。
夏格巴到美國後即向新聞界發表談話，把中、蘇、美、印統稱「外國」。夏格巴等帶有達賴喇嘛給美國總統的相片及函件，打算謁見杜魯門總統。中國外交部電飭駐美大使顧維鈞向美方鄭重表示：該團赴美，未經中國核准，而美國又已表示尊重中國在西藏之主權，則美政府不應給予官方接待；美國總統如予接見，就是予以政治上的地位，中國政府不能贊同；如果美方堅持准許該團晉謁總統，也應由中國大使率領前往。
顧維鈞於8月3日向美國務院提出約定晉見美國總統的日期，並即通知夏格巴。顧維鈞告以：凡國內官員晉見外國當局，需由本國駐外使館偕同前往，這是國際慣例，如果該團感覺不便，也可不去，而將所攜函件、相片等交給大使館代遞，將來如有復函，也由大使館轉達。夏格巴不願這樣作，遂放棄了謁見杜魯門的打算，只以官方信函呈送杜魯門。
1949年6月2日，中华民国政府代總統李宗仁頒佈准予宮保慈丹繼任第十世班禪額爾德尼的命令。8月10日，國民政府特派蒙藏委員會委員長關吉玉為專使主持十世班禪额尔德尼坐床典禮，並頒賜金印及禮品。坐床大典後，十世班禪額爾德尼致電李宗仁代總統致謝，電文曰：「班禪世受國恩，倍蒙優渥，此次蒙鈞座頒佈明令，特准繼承九輩法統。即承特派關專使吉玉、馬副使步芳蒞青主持坐床典禮，複荷禮連旺加，賜頒厚祝。拜領之餘，良深銘感。遵已於八月十日在塔爾寺舉行坐床典禮。今後只有一本歷輩班禪傾誠中央，庇護眾生之一貫意志，竭盡天職，努力以赴，以期仰答優崇無上之德意。」西藏噶廈政府則在解放軍入藏後，於1952年承認十世班禪的地位。

#### 第二次驅漢事件

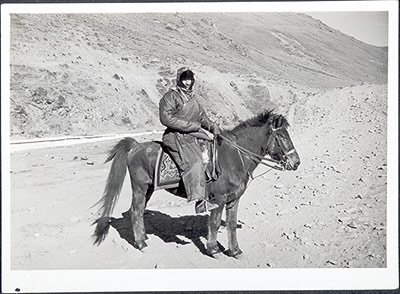
黎吉生

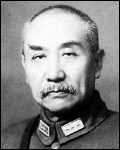
閻錫山

1949年夏，中华民国政府在第二次國共內戰中不斷退敗。是年六月，黎吉生對噶廈外交局局長柳霞等說：拉薩有許多共產黨的人，留他們在這裏，將來就會充當內應，把共軍引進來。黎吉生並提供一些被他個人定為「共產黨」的人名和住址。柳霞等即向噶廈和達扎攝政報告了此事。達扎聽後，迅即召開秘密會議。與會人員認為國民黨政府失敗已成定局，共產黨必然取而代之；為了阻止共產黨於西藏以外，必須在共產黨進藏以前驅逐在藏的一切漢人。
為此，藏軍第六代本從日喀則調到拉薩，在市區到處搜查。噶廈還舉行了以詛咒漢人、共產黨為目的的「扣鍋」、「驅鬼」等重大宗教儀式，黎吉生到現場进行助威。噶廈於7月8日將蒙藏委員會駐藏辦事處代處長陳錫璋請去，由首席噶倫對他說：共產黨和國民黨內戰甚烈，國民黨的軍隊和官員走到哪里，共產黨就追到哪里，噶廈對駐藏辦事處人員的安全不敢負責；現決定與國民政府暫時斷絕政治關係，而宗教關係還是存在的，請駐藏辦事處並其他機關準備於周內啟程去印度，噶廈已指派藏軍照料、護送至印度邊境。陳錫璋表示即電蒙藏委員會請示。首席噶倫說：「國民政府方面，噶廈已直接去電通知，你不必再行去電，現在所有電報郵件均已封鎖，你也無法通信了。」
7月9日，噶廈向在廣州的中华民国政府代總統李宗仁發去電報，告知驅逐駐藏辦事處及有關人員的決定，並希望「勿起誤會，予以適當之諒解。」對此，行政院院長閻錫山致電摄政達扎並噶廈：「通知中央駐藏人員，全體撤退，返回內地，事出非常，深為駭惋，」並提出要其「撤銷前議，迅速恢復中藏固有關係」。
7月中旬，蒙藏委員會駐藏辦事處及其下屬機構全體人員離開拉薩，經亞東出境，由海路返回內地。對此事件，譚·戈倫夫指出：「如果黎吉生從未向西藏官員提起驅逐之事，西藏人也決不會想到這點」、「極為肯定的是黎吉生以某種方式卷了進去。」

## 民國政府遷台後
1949年中華民國政府撤離中國大陸以後，喪失大陸領地。為彰顯自身對全中國統治之合法性，中華民國政府仍然持續發佈包含大陸地區之中華民國全圖及行政區劃，僅就實際統治區進行更新。但近年來已逐漸廢止與大陸地區行政區劃相關之規範及代號。至2005年相關辦法停止適用前公告之行政區劃包含35省、14直轄市（1949年以前設立12個，政府遷台後增設兩個）、2地方（西藏、蒙古）及1特別行政區。現今發佈之本國行政區劃僅列出實際統治區之劃分，提及位於大陸地區之地理時則依照現況，使用中華人民共和國之行政區劃。由於無法管轄蒙藏地區，蒙藏委員會的權限與業務有所改變，主要負責在台藏人、蒙古人的生活和就業，以及與今日蒙古國、西藏流亡政府之間的政治、經濟、文化、教育事務的交流。例如若有藏人在融入社會方面需輔導，即開辦「中文識字班」、「機車駕訓班」課程，或專門設立「在台藏胞關懷專案」，配置專業社工以輔導生活問題，提供子女教育津貼與急難救助。2017年9月15日，文化部的蒙藏文化中心取代蒙藏委員會，承接蒙藏委員會文化相關業務與大多數蒙藏會人員。
1951年中国共产党領導的解放军进入西藏，1959年藏區騷亂導致十四世达赖喇嘛流亡印度，噶厦政府被新成立的西藏自治区政府取代，流亡藏人在達賴喇嘛的領導下成立藏人行政中央。達賴喇嘛於1997年訪問台灣，促成了駐台辦事處的設立，達賴喇嘛宗教基金會於1998年4月16日在首都台北市正式成立，中華民國總統李登輝出席了成立儀式。

## 地圖證據
世界各國出版的地圖對西藏的定位都不一樣。或是將西藏當作中華民國領土的一部份，或是將其當作獨立政權，排除在中國之外。

### 將西藏視為中華民國領土的地圖

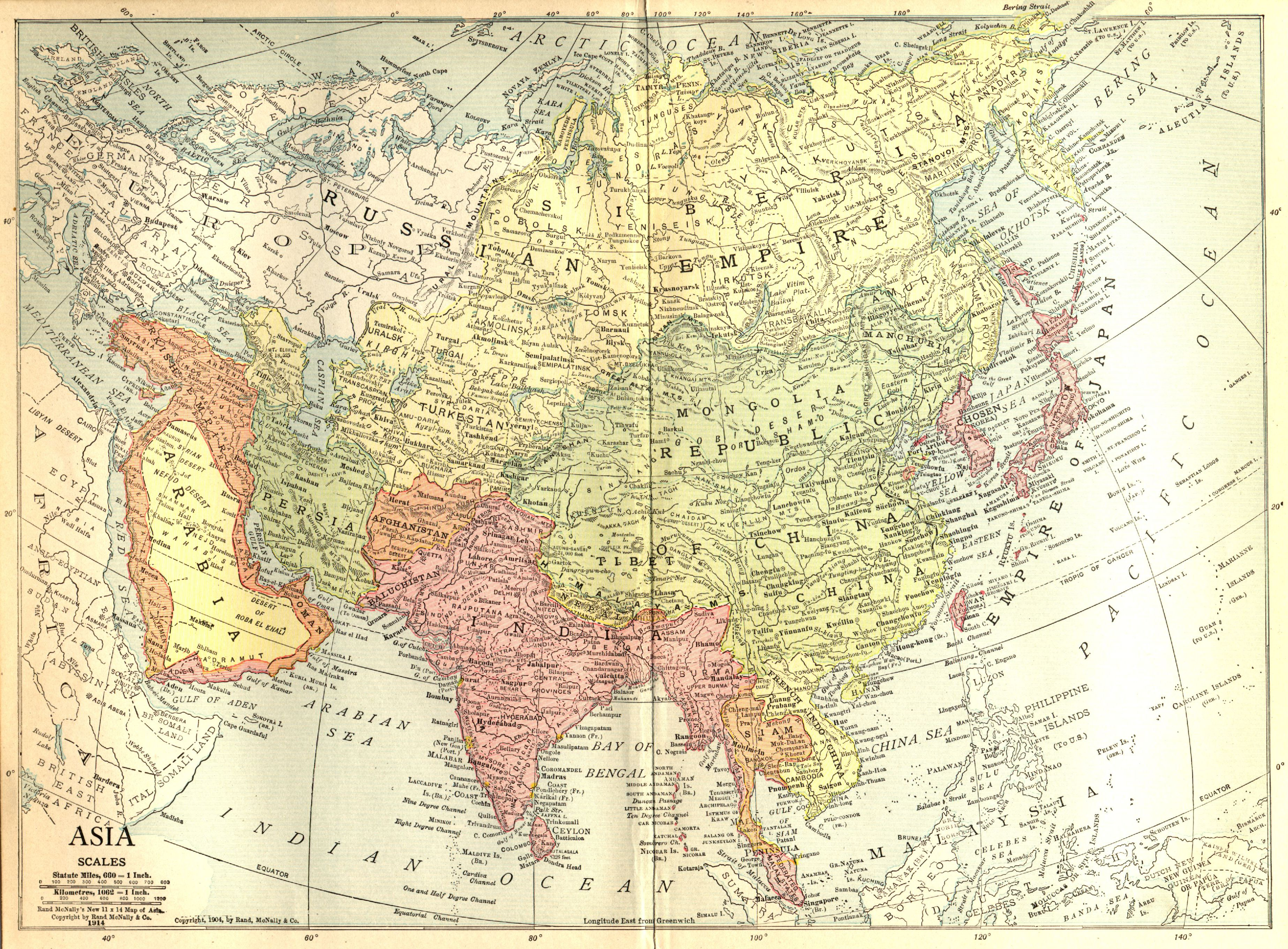
1914年蘭德麥奈利出版的亞洲地圖，將西藏視為中國領土
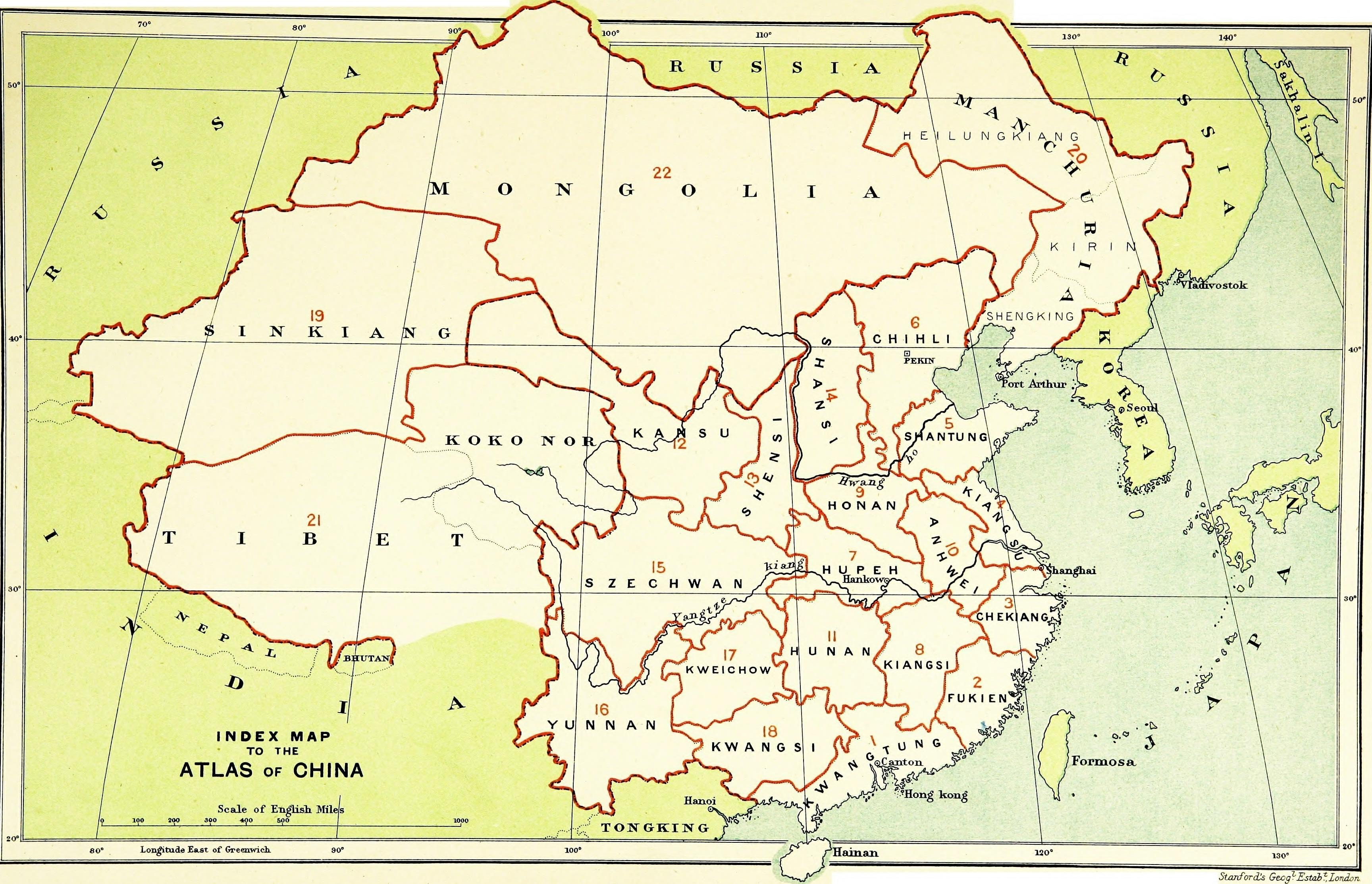
1917年中國內地會出版的中國地圖，將西藏視為中國屬地（dependency），與十八行省不同
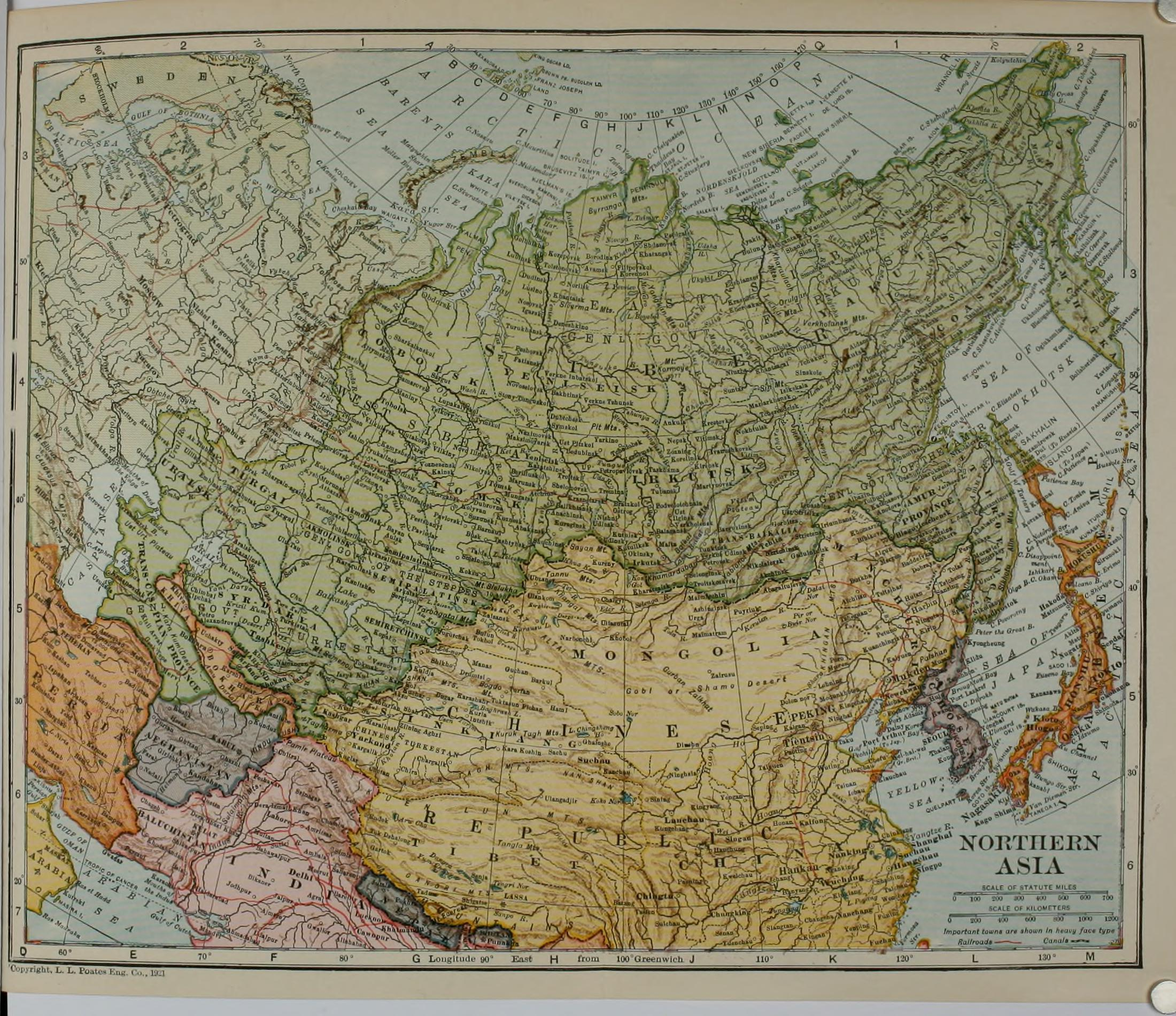
1921年新科里爾百科全書出版的亞洲地圖，將西藏視為中國領土
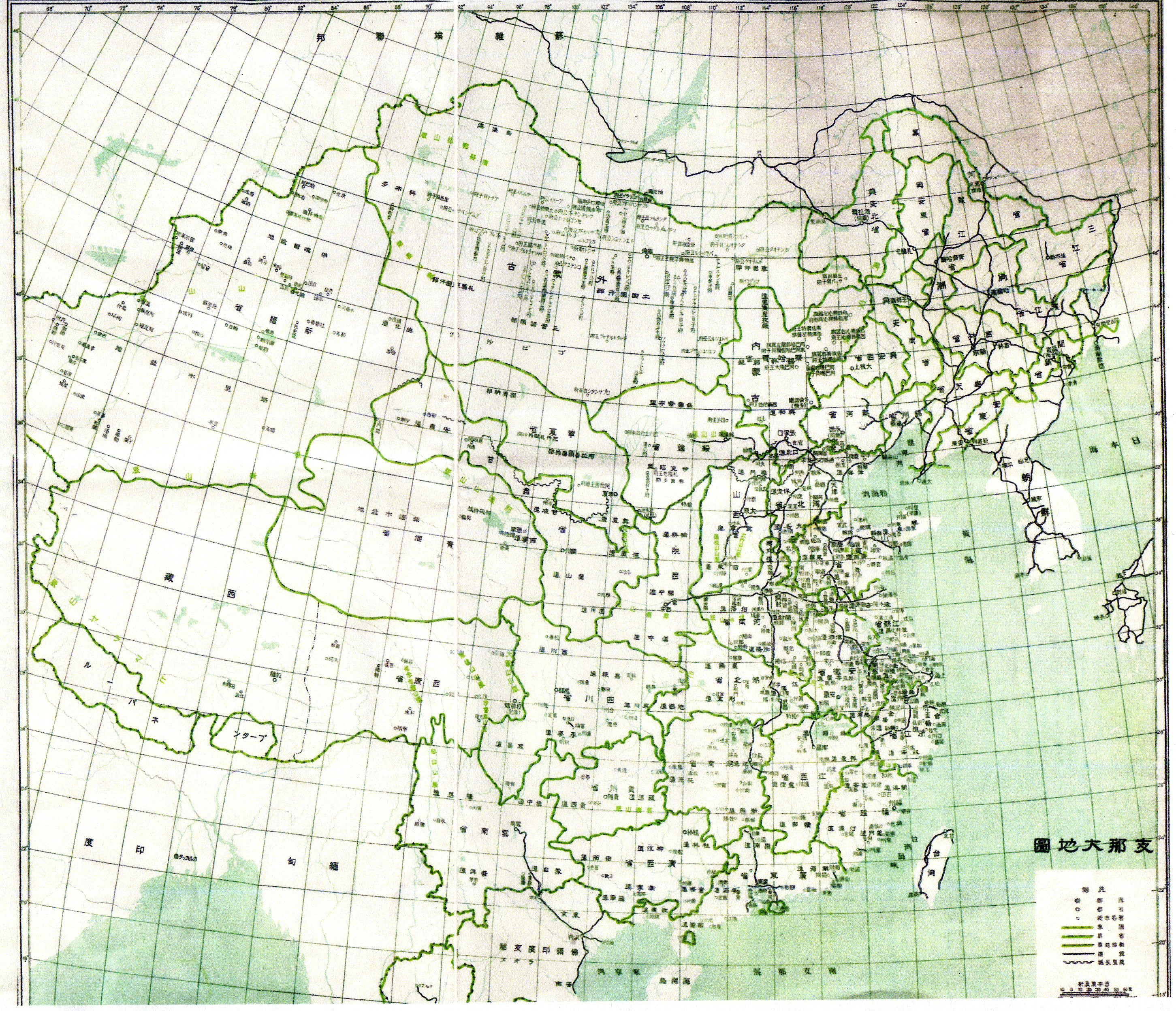
1938年日本出版的「支那大地圖」，將西藏視為中國領土
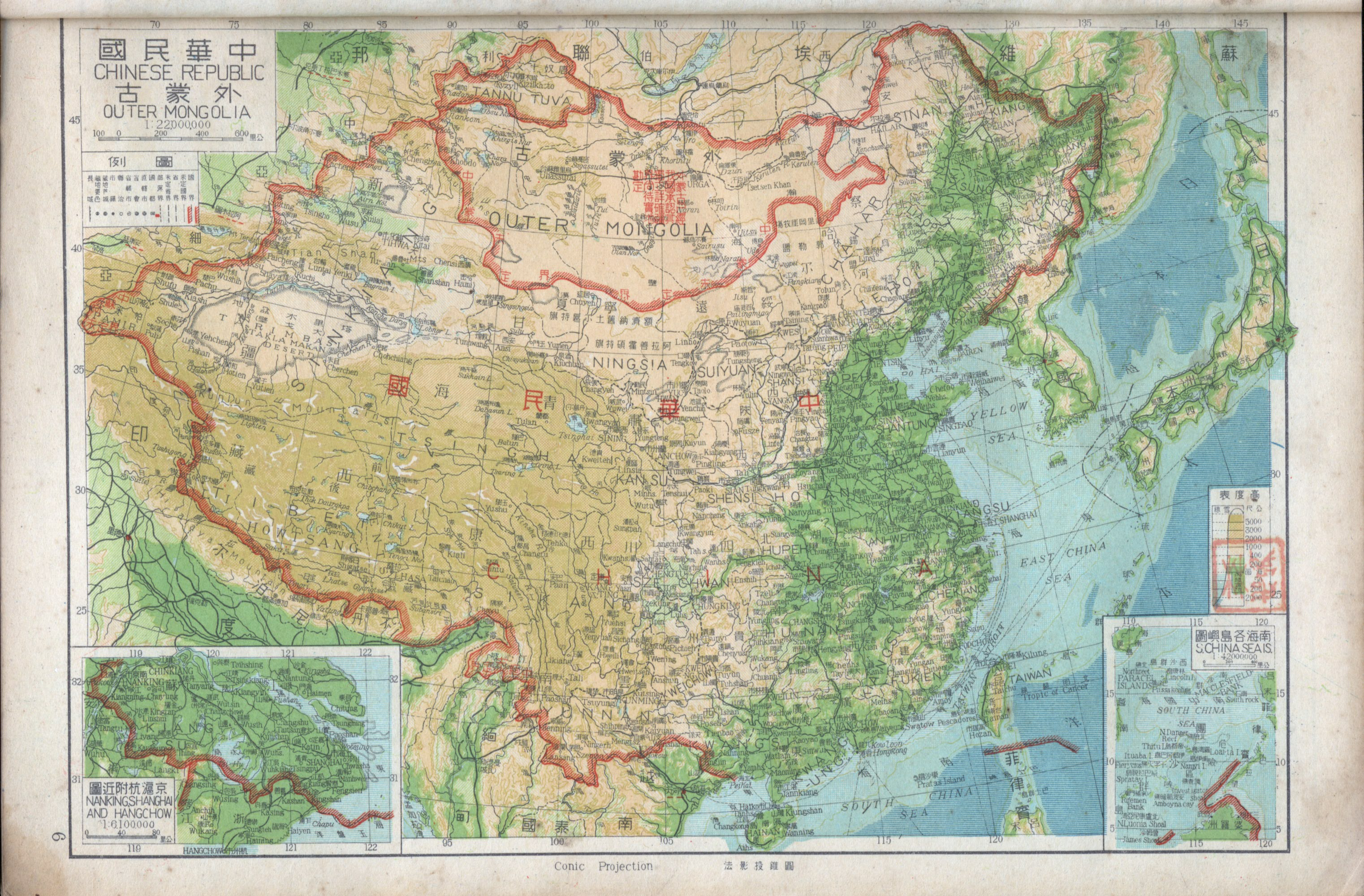
1947年中華民國全圖，將西藏視為中國領土
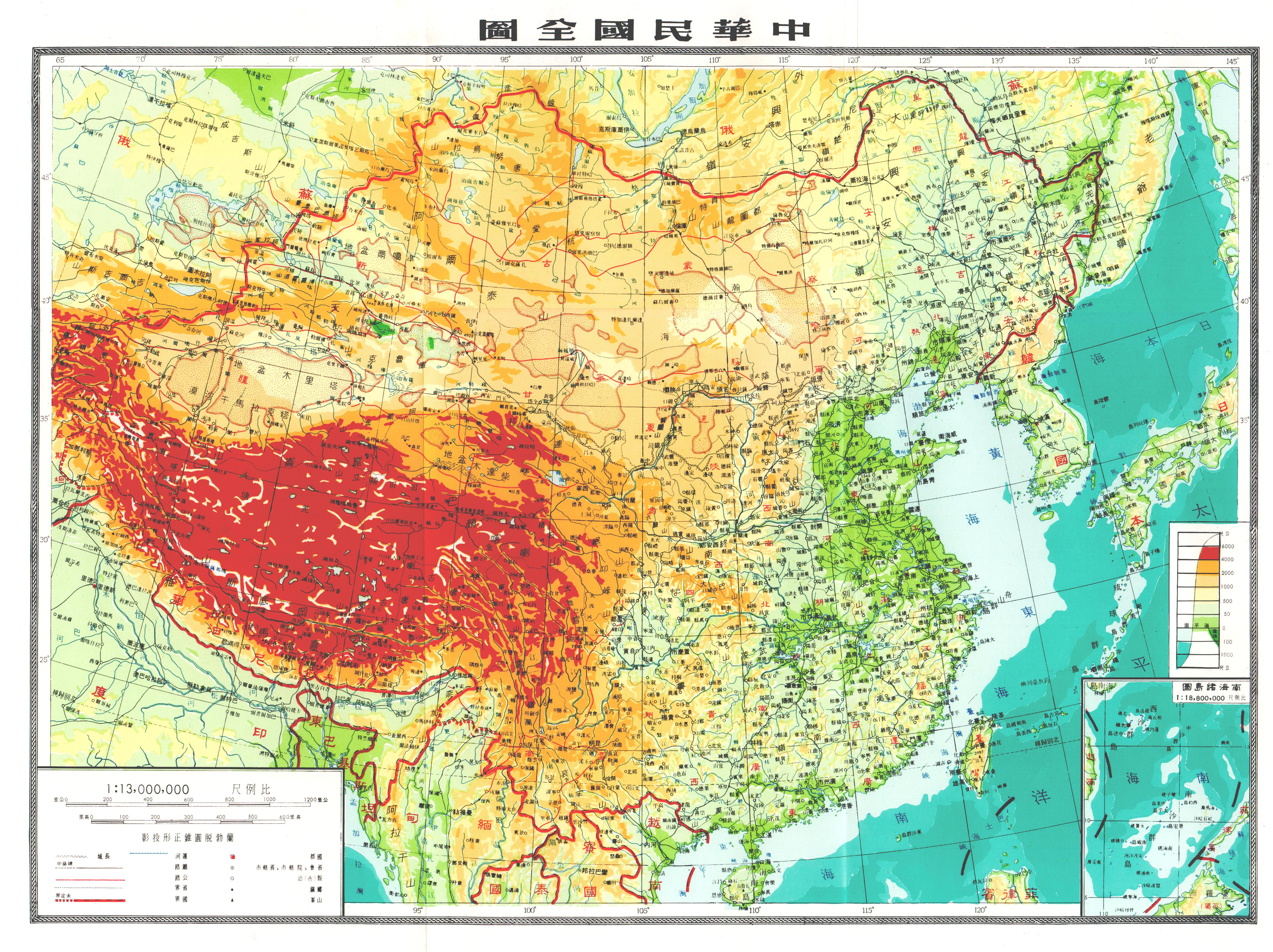
1979年中華民國全圖，將西藏視為中華民國領土

### 將西藏視為獨立政體的地圖（部分包含清朝時代）

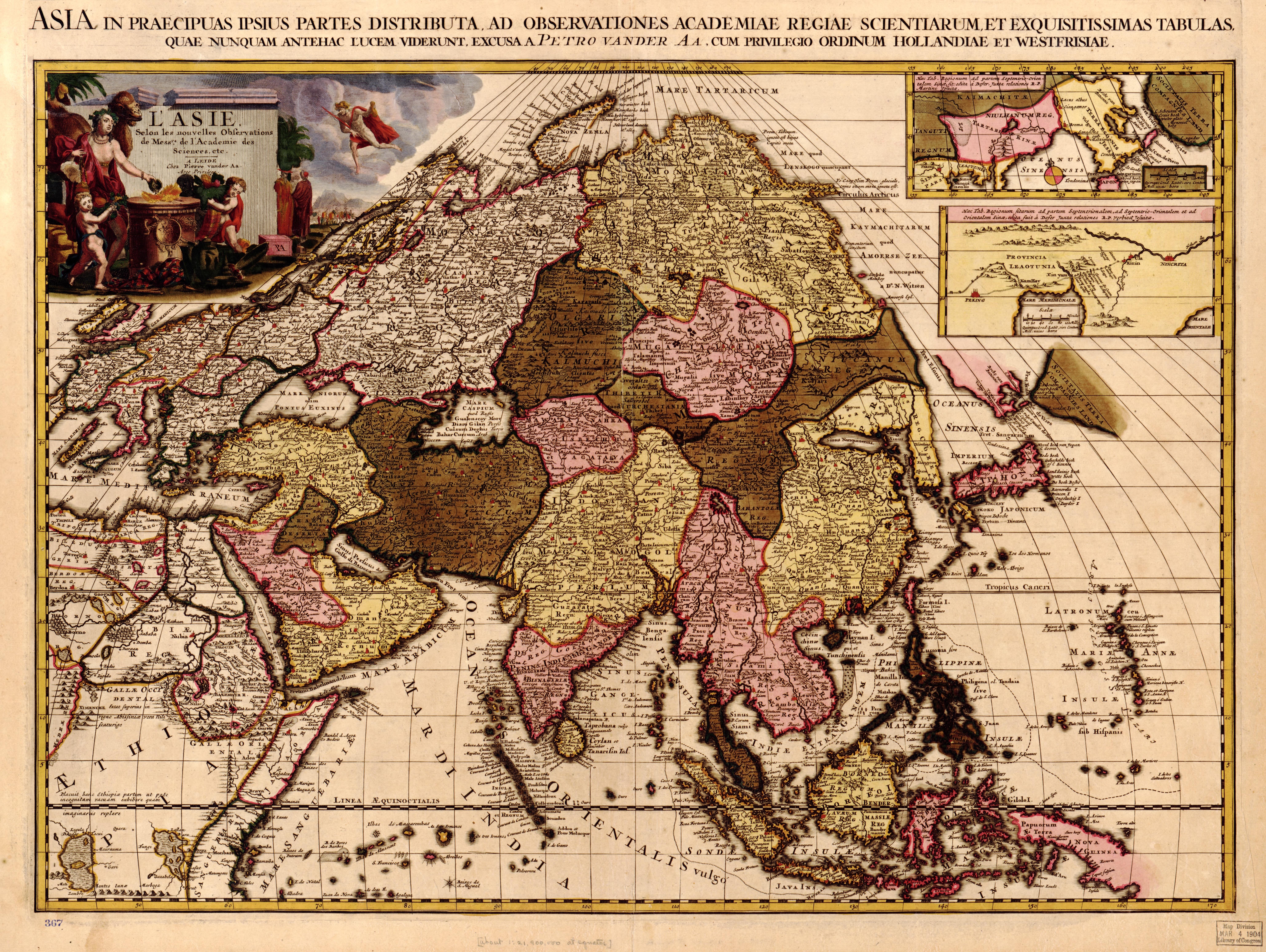
1680年荷蘭彼得·凡·德爾的亞洲地圖，西藏被分成圖博與唐古特，在中國之外
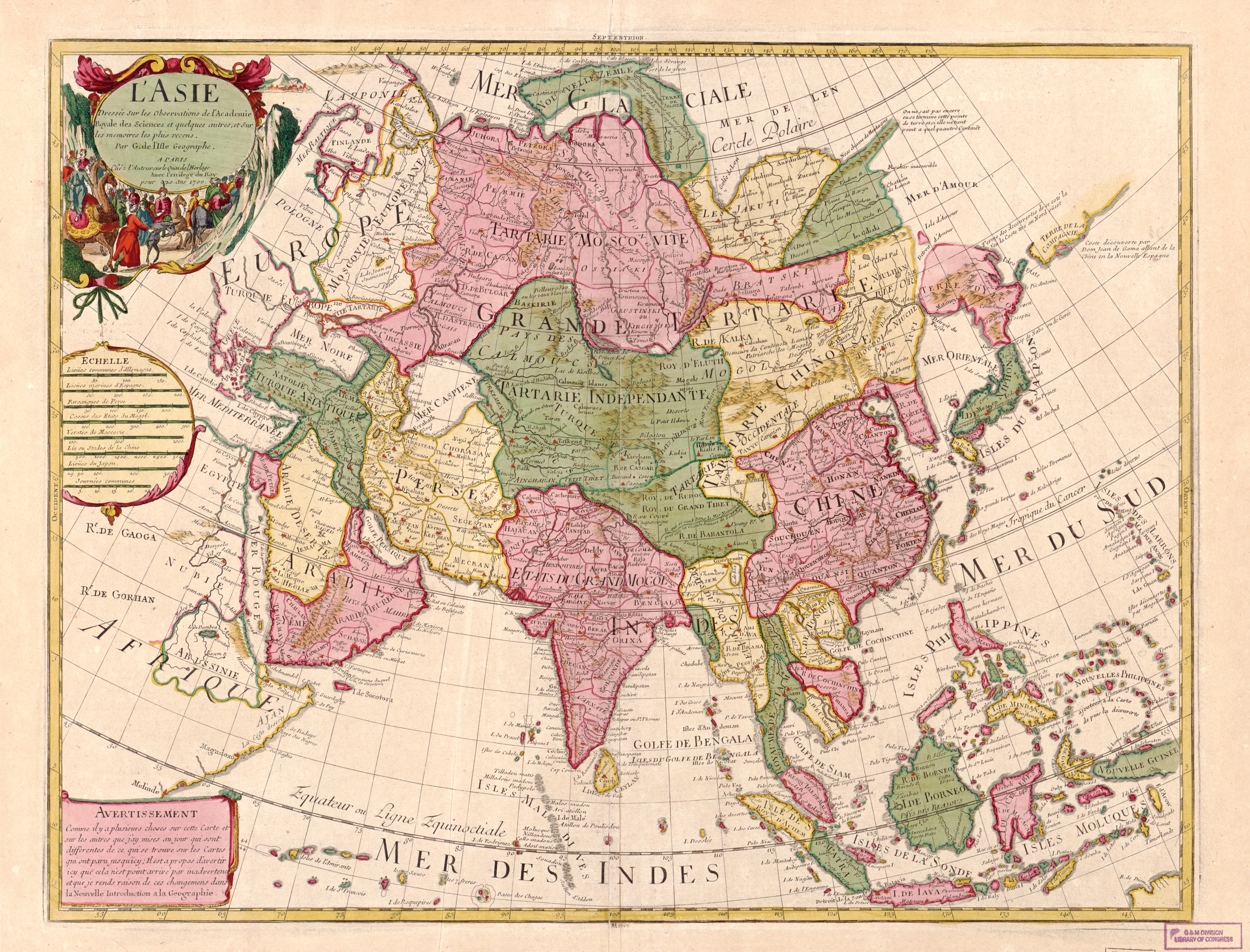
1700年法王首席地理學家紀堯姆‧德利勒（英语：Guillaume Delisle）的亞洲地圖，將西藏視為獨立政體
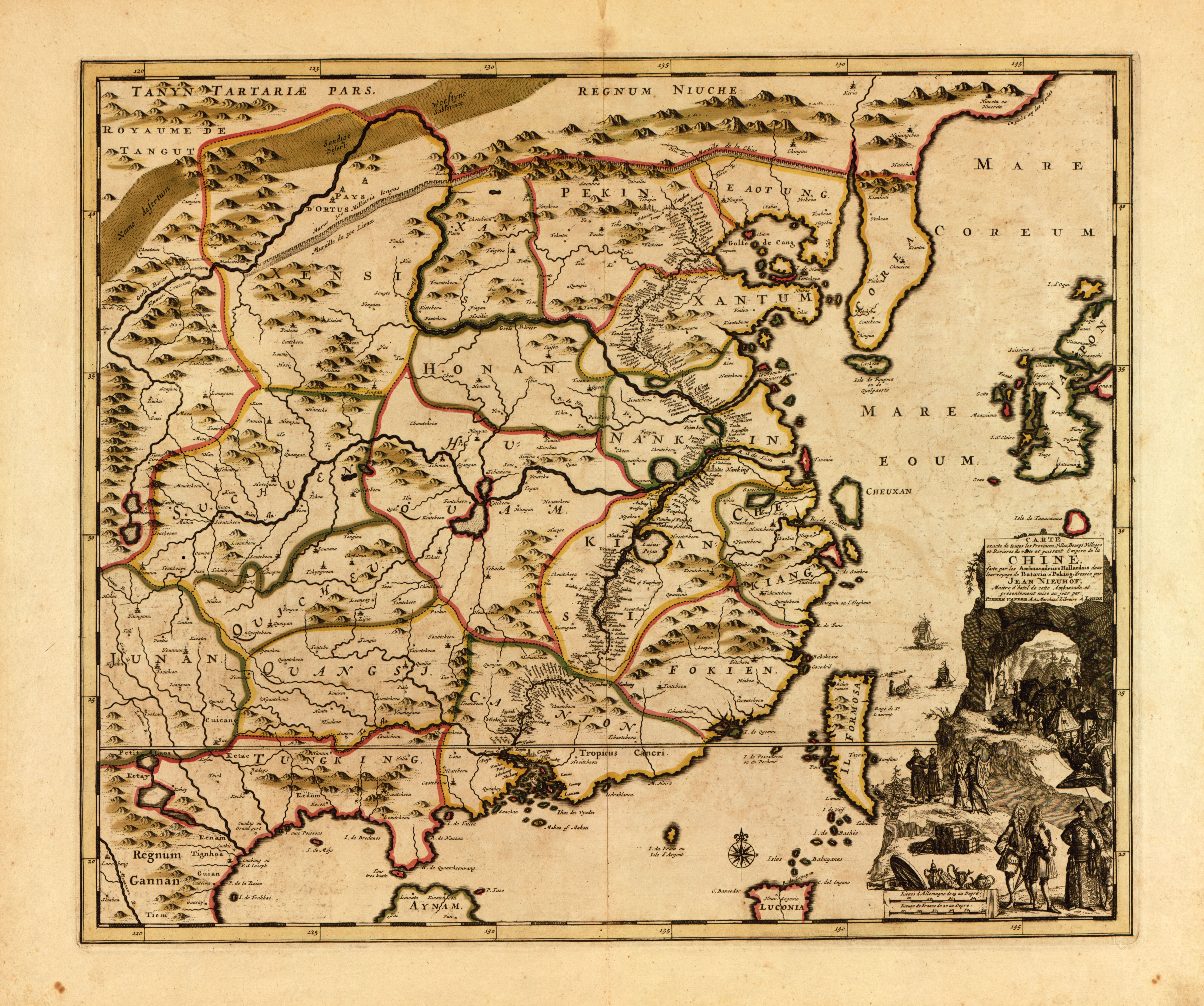
1700年彼得·凡·德爾依據荷蘭東印度公司使節約翰·紐霍夫訪華繪製的中國地圖，唐古特（西藏）在中國之外
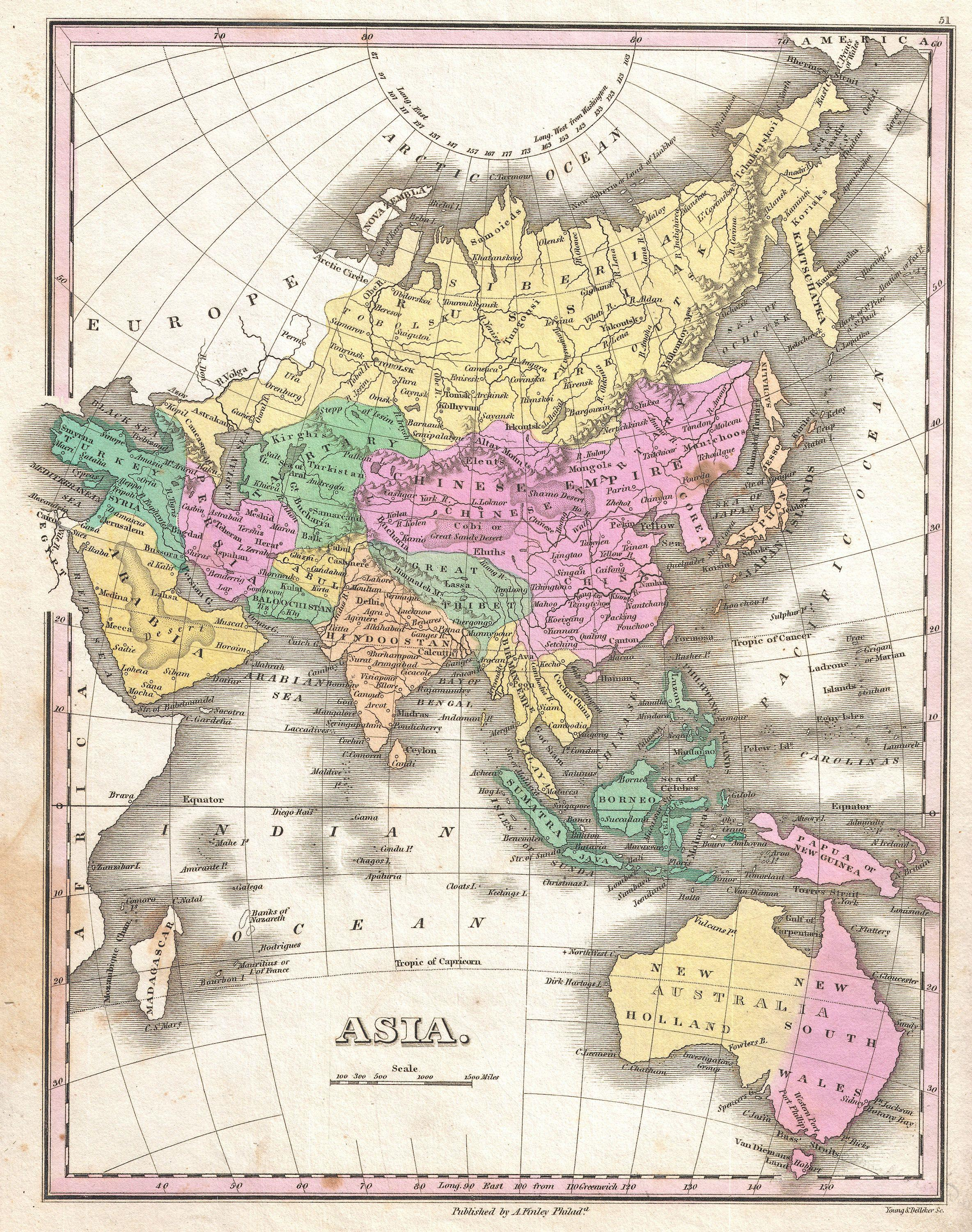
1827年美國費城Anthony Finley出版的亞洲澳洲地圖，將西藏視為獨立政體
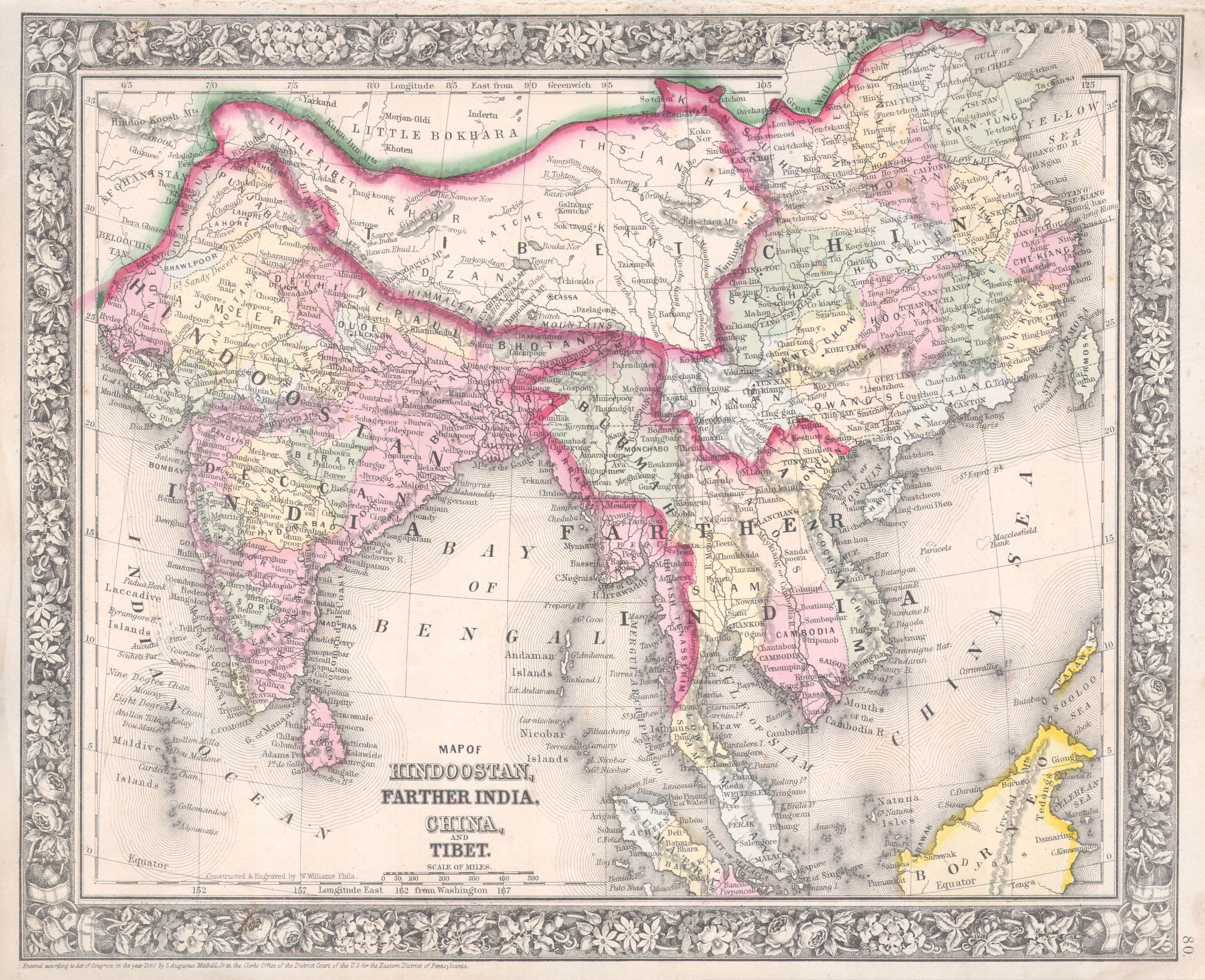
1864年美國小塞繆爾·奧古斯都·米切爾（英语：Samuel Augustus Mitchell）出版的中印藏東南亞地圖，將西藏視為獨立政體
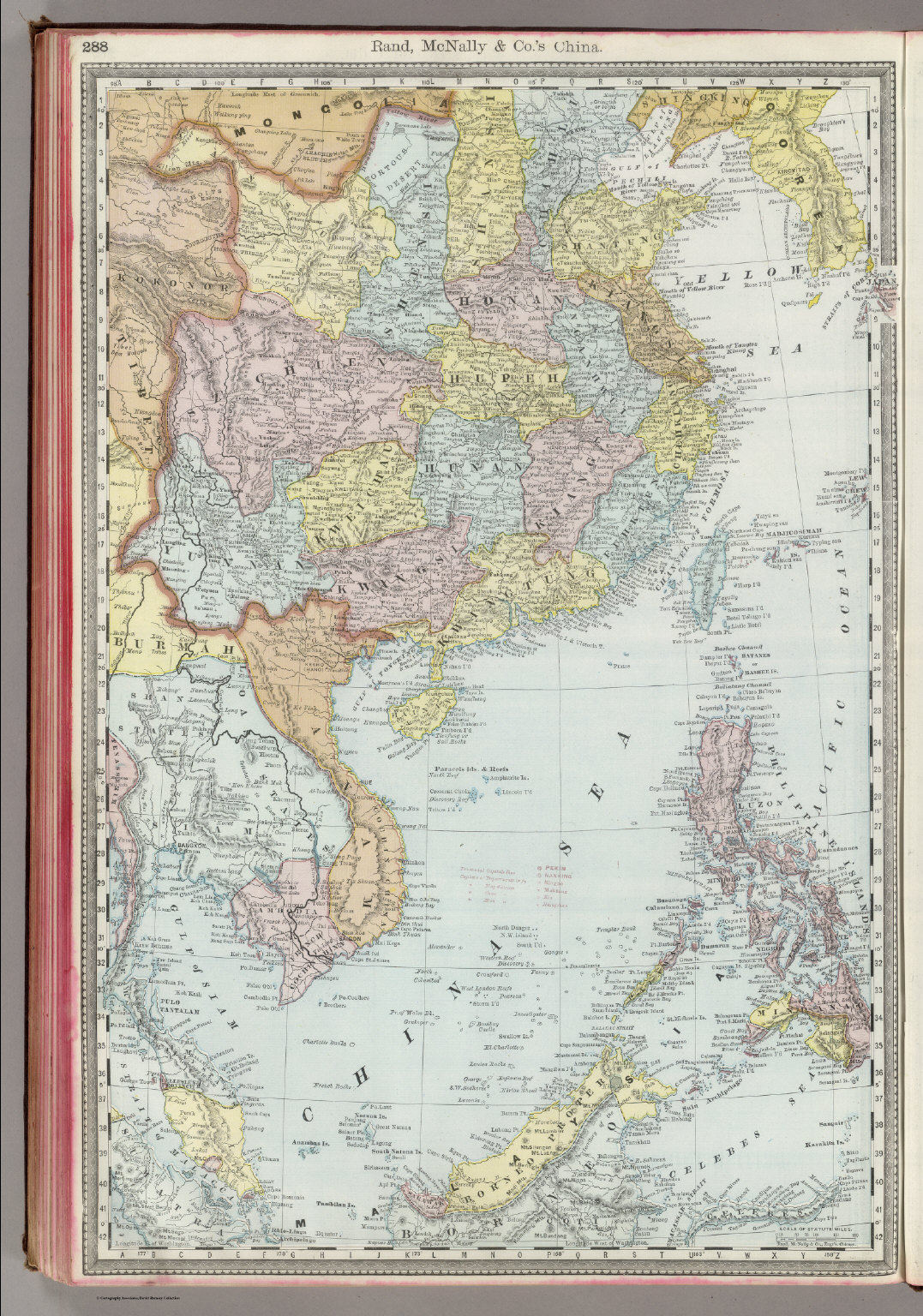
1889年美國蘭德麥奈利出版的中國地圖，將西藏視為獨立政體
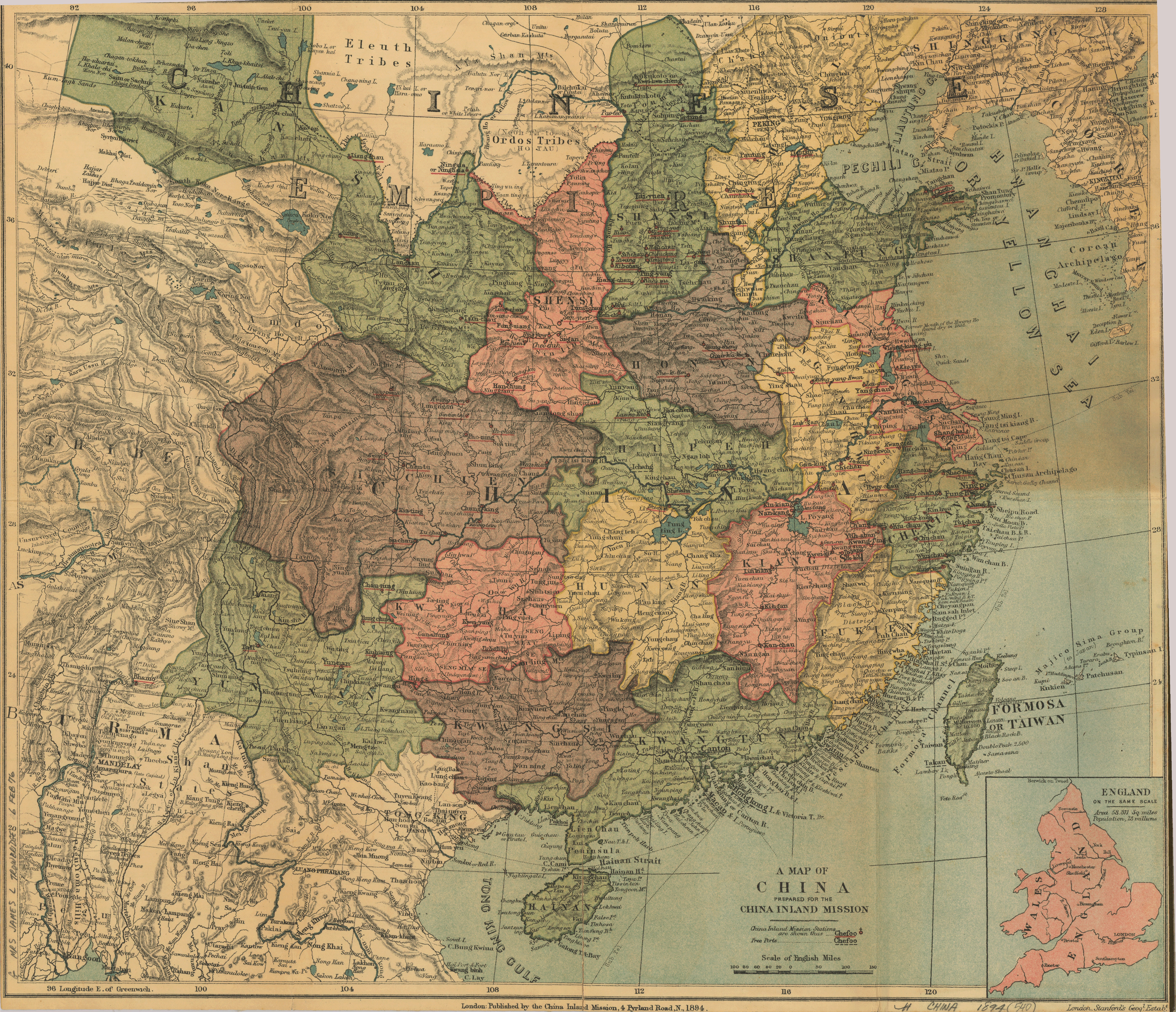
1894年中國內地會出版的中國地圖，將西藏視為獨立政體
1936年印度測繪局（英语：Survey of India）出版的西藏高地地圖，將西藏視為獨立政體
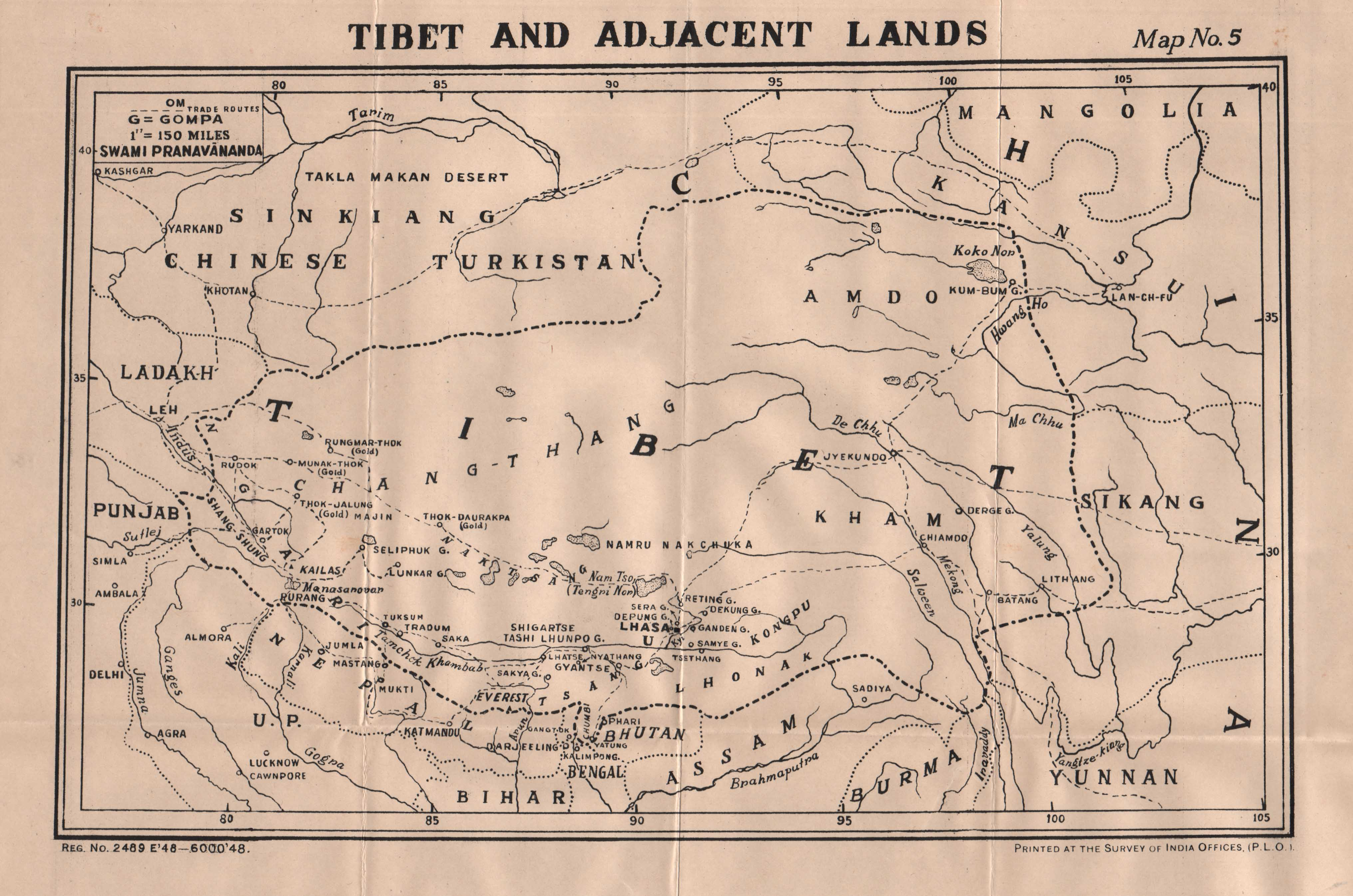
1949年印度測繪局（英语：Survey of India）出版的西藏附近地圖，將西藏視為獨立政體

## 代表機構

### 民國政府駐藏代表
| 職銜                       | 姓名   | 任期                       |
| -------------------------- | ------ | -------------------------- |
| 西藏辦事長官               | 鍾穎   | 1912年5月9日-1913年1月6日  |
| 護理西藏辦事長官           | 陸興祺 | 1913年4月2日-1920年9月     |
| 駐藏辦事長官               | 陸興祺 | 1920年9月-1930年           |
| 致祭達賴專使行署留藏負責人 | 劉樸忱 | 1934年11月-1935年1月       |
| 致祭達賴專使行署留藏負責人 | 蔣致余 | 1935年1月-1938年7月        |
| 蒙藏委員會駐藏諮議         | 張威白 | 1938年8月-1940年3月        |
| 蒙藏委員會駐藏辦事處處長   | 孔慶宗 | 1940年4月1日-1943年10月8日 |
| 蒙藏委員會駐藏辦事處處長   | 沈宗濂 | 1943年10月8日-1946年1月    |
| 蒙藏委員會駐藏辦事處處長   | 陳錫璋 | 1946年1月-1949年7月20日    |
| 蒙藏委員會駐藏辦事處處長   | 熊耀文 | 未到任                     |

### 西藏政府駐京辦事處
| 職銜     | 姓名     | 在京時間             |
| -------- | -------- | -------------------- |
| 總代表   | 貢覺仲尼 | 1930年-1936年4月     |
| 總代表   | 阿旺堅贊 | 1939年11月-1945年    |
| 處長     | 貢覺仲尼 | 1931年2月-1936年4月  |
| 處長     | 阿旺桑丹 | 1936年4月-1939年10月 |
| 處長     | 格敦恪典 | 1939年10月-1940年9月 |
| 代理處長 | 倫珠     | 1940年9月-1942年1月  |
| 處長     | 羅桑札西 | 1942年1月-1945年5月  |
| 處長     | 土丹參烈 | 1945年5月-1946年5月  |
| 處長     | 土丹桑布 | 1946年5月-1949年     |

### 班禪駐京辦事處
| 職銜     | 姓名        | 在京時間            |
| -------- | ----------- | ------------------- |
| 處長     | 羅桑堅贊    | 1929年1月-1938年    |
| 代理處長 | 石明珠      | 1939年              |
| 處長     | 羅有仁      | 1940年-1942年5月    |
| 處長     | 詹東·計晉美 | 1942年5月-1949年5月 |
| 處長     | 孫格巴頓    | 1949年5月-?         |

此外有來自康區的諾那呼圖克圖駐京辦事處以及西康民眾代表駐京辦事處。

## 註解
1. ↑  第一屆國會西藏參議院議員：前藏地區──頓珠羅布、札西土噶、王賡、廈札噶布倫、孫毓筠；候補議員：白馬認欽、于寶軒、孫江東、劉文通、李安陸；後藏地區──江贊桑布、傅諧、阿旺益西、龔煥辰、程亮；候補議員：王澤、阿旺曲札、汪有齡、胡鈞、高路鼎。
2. ↑  西藏代表，前藏是貢覺仲尼、曲批圖丹等6人，後藏代表是羅桑楚臣、羅桑堅贊等4人。此外，尚有楚臣尼瑪等8人
3. ↑  西藏代表是：圖丹桑批、索朗旺堆、土丹桑布、策旺頓珠、土丹參烈、土丹策丹、圖登生格、絳巴阿旺、益西達吉、多吉歐珠等；班禪堪布会议廳的代表是滇增堅贊、計晉美、拉敏益西楚臣、蔡仁團柱、何巴敦、宋之樞等。[91]
4. ↑  西藏政府行憲國民大會代表包括土丹桑布、土丹策丹、絳巴阿旺、丹巴彭措、丹增唐恪、絳巴札喜、來喜嘉措、瑣朗旺堆、班覺陳列、貢布策林、恪登班巴、凱卓坦丹、生格達結。
5. ↑  班禪堪布会议廳行憲國民大會代表包括：滇增堅贊、拉敏益西楚臣、計晉美、宋之樞、洛桑喜饒、羅圖丹、高洛桑、羅桑、明慈仁、丹巴、計羅秀英。
6. ↑  西藏政府三名立法委員：土丹桑布、絳巴阿旺、丹增當卻。
7. ↑  西藏政府三名監察委員：土丹策丹、絳巴紮喜、丹巴彭錯。
8. ↑  班禪堪布会议廳五名立法委員：計晉美、蔡仁團柱、圖丹尼麻、羅桑堅贊、納汪金巴。
9. ↑  班禪堪布会议廳三名監察委員：拉敏益西楚臣、計宇結、何巴敦。
10. 1 2  人在印度，未到西藏[98]
11. ↑  代理[99]

### 引用
1. ↑  Shiyuan Hao. . Springer Nature. 11 October 2019. ISBN 978-981-329-519-3.
2. 1 2 3  林孝庭. . 由朱麗雙翻译. 香港: 香港中文大學. 15 January 2018. ISBN 978-962-996-821-2. 譯自Hsaio-ting Lin. . UBC Press. 1 January 2011. ISBN 978-0-7748-5988-2.
3. ↑  . BBC.   [2020-01-09]. （原始内容存档于2020-03-23）.
4. 1 2  簡金生.  (PDF) (博士论文). 國立臺灣師範大學歷史學系. 2014年1月  [2020-11-08]. （原始内容存档 (PDF)于2020-11-08）. 简明摘要.
5. ↑  Tsung-lien Shên (沈宗濂); Shêng-chi Liu (柳陞祺). . Stanford University Press. 1953年: 62頁.
6. ↑  柳陞祺. . 《中國藏學》. 1996年, (第4期): 94頁  [2020-11-19]. （原始内容存档于2020-11-29） –知网.
7. 1 2 3 4 5  張瑞德.  (PDF). 中央研究院近代史研究所集刊 (中央研究院近代史研究所). 2010年3月, (第67期) [民國99年3月]  [2020-10-26]. （原始内容存档 (PDF)于2020-11-01）.
8. ↑  Smith, Warren. . Routledge. 2019年7月31日: 449.
9. ↑  . 國際法律家委員會. 1960年7月1日  [2023年4月8日]. （原始内容存档于2023年4月11日）.
10. ↑  Maria Adele Carrai. . . Cambridge University Press. 2019. ISBN 9781108564861. doi:10.1017/9781108564861.005.
11. ↑  朱麗雙（2016年），第127-128页
12. ↑  McKay, Alex C. . Journal of the Royal Asiatic Society. 1992, 2 (3): 399–421. JSTOR 25182574 （英语）.
13. 1 2  Tsepon Wangchuk Deden Shakabpa. . BRILL. 2010年. ISBN 90-04-17732-9. 此書中譯本為《藏區政治史》
14. ↑  李细珠. . 《近代史研究》. 2003年, (第2期)  [2020-11-27]. （原始内容存档于2020-11-28）.
15. 1 2  中華民國內政部 (编). . 上海市: 商務印書館. 1947年. 简明摘要:5-6頁
16. ↑  陈庆英; 冯智. . 《西藏民族学院学报：哲学社会科学版》. 1996年, (第1期)  [2020-11-28]. （原始内容存档于2018-08-18） –中华人民共和国驻拉脱维亚共和国大使馆.
17. ↑  . 《中国藏学》. 2020年, (第3期)  [2020-11-28]. （原始内容存档于2020-11-28）.
18. ↑  . 國史館. 1990-05-01: 5–6, 35頁. （原始内容存档于2020-12-06）.
19. ↑  . 中国共产党新闻网.   [2020-11-28]. （原始内容存档于2020-02-19）.
20. ↑  . 藏人行政中央官方中文網.   [2020-11-28]. （原始内容存档于2020-09-23）.
21. ↑  朱麗雙（2016年），第465-466页
22. ↑  Laurence Austine Waddell. . Methuen. 1906年: 424頁.
23. ↑  喜饒尼瑪; 塔娜. . 《西藏民族學院學報》. 2015-06-05  [2020-11-28]. （原始内容存档于2020-11-28）.
24. ↑  
塔娜; 喜饒尼瑪. . 《西北民族大学学报(哲学社会科学版)》. 2010年, (1期): 122–123.
25. ↑  張天陽. . 中國西藏網. 2010-11-02  [2020-11-28]. （原始内容存档于2020-11-28）.
26. ↑  Sir Charles Alfred Bell. . Collins. 1946年: 135頁. 此書中譯本為《十三世达赖喇嘛传》，西藏社会科学院西藏学汉文文献编辑室
27. ↑  Hugh Richardson. . Dutton. 1962年: 105頁.
28. ↑  Rin-chen Lha-mo; Louis Magrath King.  (PDF). Seeley Service & Company limited. 1926年: 59頁 （英语）. 中譯本. 由汪今鸞翻译. 商務印書館. 1929年:51頁
29. ↑  庫日茗. . 由賴育寧翻译. 雪域出版社. 2020-07-03: 108頁. ISBN 9789869834148. PDF版 （页面存档备份，存于）
30. ↑  牙含章. . . 华文出版社. 1999年. ISBN 9787507509137. 原文「十二月十六日」是藏曆
31. 1 2 3  Melvyn C. Goldstein. . University of California Press. 1991-06-18. ISBN 978-0-520-91176-5.
32. 1 2 3  朱瑞. . . 雪域出版社. 2015-10-08  [2020-11-17]. ISBN 9789868986862. （原始内容存档于2020-11-25）.
33. ↑  余杰. . 八旗文化. 23 April 2019: 98頁. ISBN 978-957-8654-60-0.
34. ↑  Warren W. Smith, Jr. . Avalon Publishing. 24 October 1996: 186頁. ISBN 978-0-8133-3155-3. The validity is often questioned, mainly on grounds of the authority of Dorjiev to negotiate on behalf of Tibet...the fact that Dorjief was a Russian citizen while ethnically Tibetan somewhat compromises his role; the treaty had some advantages to Russia in that it could be interpreted as extending Russia's protectorate over Mongolia to encompass Tibet.
35. 1 2  Sir Charles Alfred Bell. . Clarendon Press. 1924: 229–230頁. ISBN 978-0-598-95955-3. It is customary for the Dalai Lama to give letters to persons, asking them to help the religion; but such letters would not be sufficient authority to warrant their concluding a treaty on behalf of Tibet. 柏爾，《西藏之過去與現在》，宮廷璋譯，商務印書館，「達賴未嘗授德爾智以與蒙古訂立任何條約之權，遺德爾智之書，系屬普通信札，謹請其努力為佛教謀利益而已。」
36. ↑   Bell, Charles, Tibet Past and Present, 1924, pp 150f, 228f, 304f.
37. ↑  UK Foreign Office Archive: FO 371/1608;
38. ↑  Claude Arpi. . Lancer Publishers. : 70. ISBN 978-1-935501-57-2.
39. 1 2  王家伟; 尼玛坚赞. . 五洲传播出版社. 1997年. ISBN 978-7-80113-303-8.
40. 1 2  孫子和. . 臺灣商務印書館. 1989: 89–91頁. ISBN 978-957-05-0007-3.
41. ↑  從歷史上的邊境管理看西藏的主權獨立 （页面存档备份，存于）. 藏人行政中央官方中文網
42. ↑  . 青海社会科学. 1982年, (1期)  [2020-11-23]. （原始内容存档于2020-11-25） –20世纪中国人物传记数据库.
43. 1 2  陳慶英. . . 五洲传播出版社. 2002年1月  [2020-11-25]. （原始内容存档于2020-11-28） –中國西藏網.
44. ↑  朱麗雙（2016年），第95-96页
45. ↑  陳慶英.  (PDF). 《政大民族學報》. 2005年11月, (第二十四期): 頁1 [民國九十四年十一月]  [2020-11-23]. （原始内容存档 (PDF)于2020-11-25）.
46. ↑  張永.  (PDF). 《北京大學學報(哲學社會科學版)》. 2002年, (2期): 24頁  [2020-11-23]. （原始内容存档 (PDF)于2020-11-25）.
47. ↑  中華民國臨時大總統 孫文.  . 维基文库. 1912年1月1日 （中文）.
48. ↑  黃興濤. . 香港: 三聯書店. 2017-07-10: 155頁. ISBN 978-962-04-3820-2.
49. ↑  張羽新. . 《中國藏學》. 2003年, (第1期)  [2020-12-02]. （原始内容存档于2016-06-17）.
50. ↑  張羽新. . 《中國藏學》. 2003年, (第3期)  [2020-11-23]. （原始内容存档于2020-11-25）.
51. ↑  喜饒尼瑪. . 中国西藏网.   [2020-11-23]. （原始内容存档于2020-11-25）.
52. ↑  孙宏年. . 中国边疆史地研究. 2015-04-23  [2023-04-22]. （原始内容存档于2023-04-22） –中国西藏网.
53. 1 2  张春燕; 张丽. . 《中国藏学》 (北京市). 2011年, (1期)  [2020-11-23]. ISSN 1002-557X. （原始内容存档于2020-11-25） –中国西藏网.
54. ↑  . 西藏班禪駐京辦公處月刊. No. 創刊號. 1929年: 16. OCLC 1054861719. 收錄於黃夏年 (编).  30. 中國書店. 2008年: 17. ISBN 9787806634158.
55. ↑  劉國武. . 史學月刊. 2004年, (3期)  [2020-11-24]. （原始内容存档于2020-11-25）.
56. ↑  胡兴东. . 北京市: 中国社会科学出版社. 1 May 2015: 202–203頁. ISBN 978-7-5161-6207-1.
57. ↑  林孝庭.  (PDF). 《中央研究院近代史研究所集刊》 (中央研究院近代史研究所). 2004年9月, (第四十五期): 110–112頁  [2020-11-23]. ISSN 1029-4740. （原始内容存档 (PDF)于2020-11-23）.
58. ↑  王川. . 第十三卷：边疆与少数民族. 南京大學出版社. 2015年3月: 26頁. ISBN 9787305148385.
59. ↑  劉曼卿.  初版. 上海: 商務印書館. 1933年11月: 118-120頁, PDF 199-201頁 [民國22年11月]  [2020-11-25]. （原始内容存档于2020-11-28） –臺灣華文電子書庫.
60. ↑  喜饶尼玛. . 《中国藏学》. 2000年, (1期): 53頁  [2020-11-24]. （原始内容存档于2019-05-05）.
61. ↑  . 中国西藏网.   [2022-06-21]. （原始内容存档于2022-06-23）.
62. ↑   . 维基文库. 1931年 （中文）.
63. ↑  张云. . 社会科学文献出版社. 2015年1月: 464–465  [2022-11-24]. ISBN 9787509771914. （原始内容存档于2022-11-24）.
64. ↑  喜饶尼玛, , 中国西藏网, 2019-09-12  [2020-11-24], （原始内容存档于2020-11-25）
65. ↑  侯希文. . 社会科学文献出版社. 2015年1月: 261  [2022-11-24]. ISBN 9787509767450. （原始内容存档于2022-11-24）.
66. ↑  徐正光 (编). . . 蒙藏專題研究叢書112. 蒙藏委員會. 2001年12月  [2023-02-09]. ISBN 9570102950. （原始内容存档于2022-11-23）.
67. ↑  喜饶尼玛; 邱熠华. . www.tibetology.ac.cn.   [2022-11-25]. （原始内容存档于2022-11-25）.
68. ↑  . 全國法規資料庫.
69. ↑  侯希文 (编). . 社会科学文献出版社. 2015年: 264–266  [2023-04-17]. ISBN 9787509767450. （原始内容存档于2023-04-17）.
70. ↑  胡岩. . 《中国西藏》. 2001年, (3期)  [2018-06-27]. （原始内容存档于2018-06-26）.
71. ↑  . 皮特·里弗斯博物館.   [2018-06-27]. （原始内容存档于2017-09-21）.
72. ↑  The Tibet Album. . 皮特·里弗斯博物館.   [2018-06-27]. （原始内容存档于2018-06-27） （英语）.
73. ↑  Alex McKay. . Psychology Press. 1997年: 149,153頁. ISBN 978-0-7007-0627-3.
74. ↑  豆格才让; 扎嘎. . 《西藏研究》. 1991年, (第3期). （原始内容存档于2013-06-27）.
75. ↑  重庆政协文史资料研究委员会 (编).  (PDF) 下卷. 重庆: 重庆出版社. 1985年: 768, 770  [2021-04-25]. ISBN 978-7229107888. （原始内容 (PDF)存档于2021-04-25）.
76. ↑  鐘宇海; 喜饒尼瑪. . 《中國藏學》. 2017年, (第3期)  [2020-11-16]. （原始内容存档于2020-11-25）.
77. ↑  朱麗雙（2016年），第252页
78. ↑  朱麗雙. . 《中央研究院近代史研究所集刊》 (中央研究院近代史研究所). 2008年6月, (第六十期): 104頁  [2020-11-19]. （原始内容存档于2020-11-25）.
79. ↑  朱麗雙（2016年），第267页
80. ↑  第十四世達賴喇嘛年表 （页面存档备份，存于） 第十四世達賴喇嘛官方網站（中文）
81. ↑  陈立华. . 中国藏学. 2009年, (第二期)  [2020-11-29]. （原始内容存档于2020-12-02）.
82. ↑  王川; 陳輝; 鄒敏. . 《西藏大學學報：社會科學版》. 2012年, (3期)  [2020-11-29]. （原始内容存档于2020-11-16）.
83. ↑  张子新、喜饶尼玛，略论达扎摄政时期西藏的局势 （页面存档备份，存于），青海民族学院学报（社会科学版）2006年3期
84. ↑  王川. . 上海大学学报. 2015-02-26  [2019-02-03]. （原始内容存档于2019-02-03） –中国西藏网.
85. ↑  蔣耘. . 《中國藏學》. 2006年, (第一期)  [2020-11-25]. （原始内容存档于2020-11-28）.
86. ↑  朱麗雙（2016年），第304-305页
87. ↑  张永攀. . 《西藏民族学院学报》. 2002年, (第1期)  [2020-11-25]. （原始内容存档于2013-06-18）.
88. ↑  胡岩; 周新. . 《中國西藏》. 2015年, (第5期)  [2022-11-25]. （原始内容存档于2022-11-22） –中国西藏网.
89. ↑  喜饶尼玛. . 中国西藏网.   [2022-11-25]. （原始内容存档于2022-05-22）.
90. ↑  Starks, Richard; Murcutt, Miriam. . Rowman & Littlefield. 2005年: 134  [2022-11-25]. ISBN 9780762761906. （原始内容存档于2022-11-25）.
91. ↑  . 中国人民大学复印报刊资料.   [2022-11-26]. （原始内容存档于2022-11-26）.
92. ↑  . .   [2022-11-25]. （原始内容存档于2022-11-25） –Office of the Historian.
93. ↑  蒙藏文化中心 （页面存档备份，存于），中華民國文化部
94. ↑  文化部成立蒙藏文化中心　續推蒙藏文化並培才 （页面存档备份，存于），蘋果日報，2017年9月15日
95. ↑  新單位 「蒙藏文化中心」 （页面存档备份，存于），中國時報，2017年8月14日
96. ↑  . 藏人行政中央.   [2020-11-25]. （原始内容存档于2020-09-20）.
97. ↑  . 西藏自治区社会科学院. 2010年2月1日  [2020年11月25日]. （原始内容存档于2020年11月25日）.
98. ↑  房建昌. . 西北民族學院學報（哲社版）. 2002年, (第4期)  [2020-11-16]. （原始内容存档于2020-11-16）.
99. 1 2  
"國防部情報參謀次長室編印西藏與中印邊界問題：第二篇西藏歷史概述" (1963-01-15). 陳誠副總統文物, File: 西藏與中印邊界問題, ID: 數位典藏號：008-011102-00014-003, p. 46. 國史館.
100. ↑  刘永文; 张茜. . 西藏大學學報(社會科學版). 2020年, (1期)  [2020-11-27]. （原始内容存档于2020-11-28）.

## 外部連結
- 慰問同盟國代表團視頻 （页面存档备份，存于）